# 中野站 (東京都)

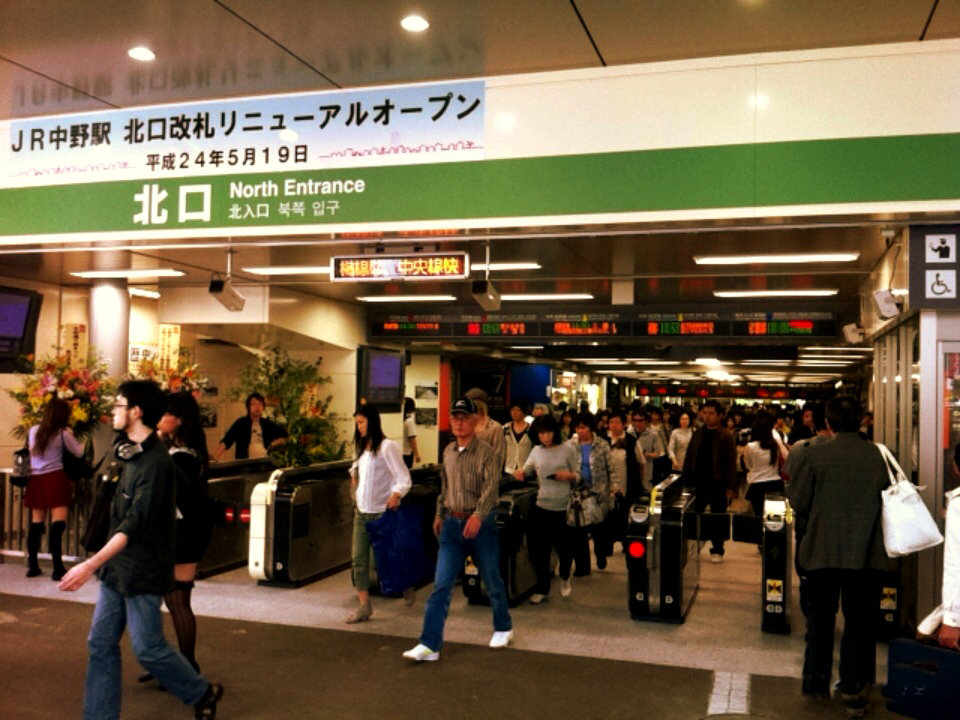
北口閘門（2012年5月19日）

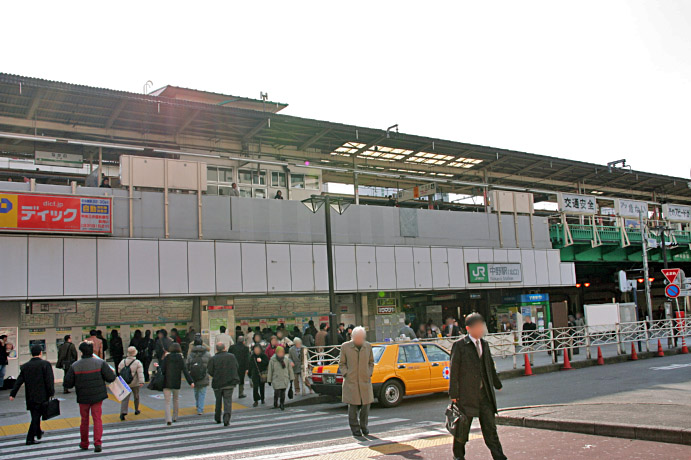
整修前的北口（2006年12月）

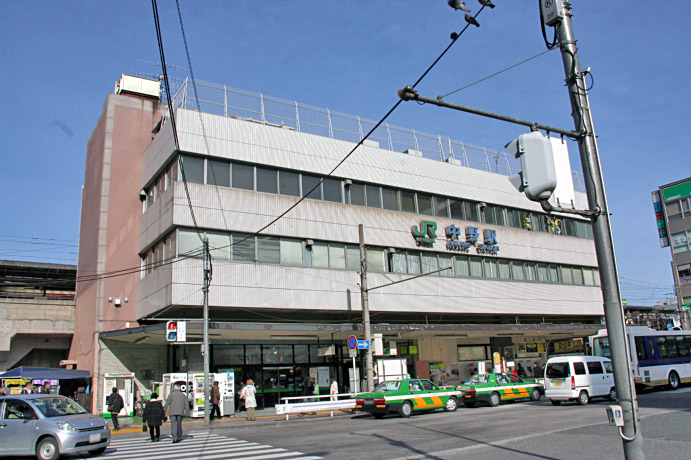
南口

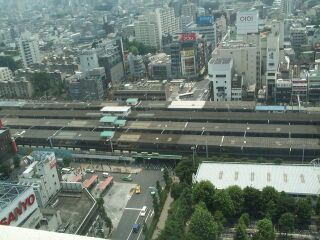
中野太陽廣場20樓所見的車站全景（2003年6月3日）

中野站（日语：／ Nakano eki */?）是位於日本東京都中野區中野，屬於東日本旅客鐵道（JR東日本）、日本貨物鐵道（JR貨物）和東京地下鐵的鐵路車站。本站在旅客營業上是JR東日本與東京地下鐵的共同使用站，並由JR東日本負責管轄。

## 停靠路線
此站有JR東日本、JR貨物的中央本線（負責客運業務的JR東日本是第一種鐵道事業者，負責貨運業務的JR貨物是第二種鐵道事業者）與東京地下鐵東西線停靠，是轉乘站。東西線以此站為起點，車站編號是「T 01」。
停靠本站的JR東日本中央本線在運行系統上分為行走急行線的中央線快速電車與行走緩行線的中央線各站停車2系統。其中，各站停車部分班次與東京地下鐵東西線相互直通運轉。另外，依據JR特定都區市內制度，本站屬於「東京都區內」。中央線快速與中央線各站停車的車站編號為「JC 06」與「JB 07」。

## 历史
- 1889年（明治22年）4月11日：新宿站－立川站區間開通，同時以甲武鐵道車站開業，開始客運與貨運業務。當時的車站在現在站房往西約100公尺處。
- 1904年（明治37年）8月21日：飯田町站－本站間開始運行電車。
- 1906年（明治39年）10月1日：甲武鐵道國有化（日语：鉄道国有法），為官設鐵道車站。
- 1909年（明治42年）10月12日：制定路線名稱，本站屬中央東線（1911年起更名為中央本線）。
- 1929年（昭和4年）：移至現址。
- 1949年（昭和24年）6月1日：日本國有鐵道成立。
- 1963年（昭和38年）5月16日：貨運業務廢止。
- 1966年（昭和41年）3月16日：帝都高速度交通營團（營團地下鐵）東西線開通，車站開業。
- 1987年（昭和62年）
  - 3月31日：恢復貨運業務。但只有臨時班次營運。
  - 4月1日：國鐵分割民營化，中央本線車站由JR東日本、JR貨物繼承。
- 2001年（平成13年）11月18日：JR東日本啟用IC卡「Suica」。
- 2004年（平成16年）4月1日：營團地下鐵民營化。東西線由東京地下鐵繼承。
- 2007年（平成19年）3月18日：東京地下鐵啟用IC卡「PASMO」。

## 車站構造
中野站是島式月台4面8線的高架車站。本站的JR中央線（各站停車）與地下鐵東西線相互直通運轉，共用月台與剪票口。因此，JR東日本與東京地下鐵轉乘不需經過剪票口。月台下有南口、北口2個剪票口 。1號線南側有一條電車留置線。
廁所在北口側剪票口正面的6號線下方，與南口剪票口內右側（設置多功能便器）。
站內沒有電梯，剪票口層與月台之間有雙向電扶梯，並有輪椅對應設備。南口進站後有階梯與輪椅用斜坡。北口剪票口以前在高架下方，當時與南口一樣也有階梯，但在2012年5月整修站外行人廣場後，北口內外已無高低差，剪票口也移往站前廣場出口。北口廣場於同年7月整備跨越中野通的東西天橋，並設置電扶梯與電梯。今後將進行車站改良工程。
轉乘專用通道在月台新宿側，可藉由樓梯前往其他月台。
2006年3月18日改點起，月台上的時刻表更新設計，奇數時段、偶數時段分別用水色（平日）、桃色（周六日）與白色區別（3、4號線除外）。
3、4號線月台由東京地下鐵管理。2004年，月台設置JR東日本樣式列車資訊顯示器，之後配合東西線信號安全系統的更新，2007年3月起改用東京地下鐵樣式的列車資訊顯示器，進站與發車等廣播也採用東京地下鐵式自動廣播。但與其他東西線車站不同的是，月台未劃白線（導盲磚線更往前的線路提示線），因此廣播改為「請待在黃線內」。大廳的列車資訊顯示器一直使用JR東日本樣式（但表示形式與中央線不同）。緊急停車按鈕也是JR東日本樣式。
與公司設備分離的西船橋站不同，本站月台設備幾乎都是JR東日本設備。不過，3、4號線月台站名標（JR東日本樣式）的路線代表色使用東西線的水色，3、4號線月台的發車音樂也使用東京地下鐵的蜂鳴器，5號線由於也有東西線列車發車，因此可見東京地下鐵車掌操作JR樣式發車音樂開關的狀況（唯一案例），相反地3號線往三鷹班次也可看見JR車掌操作蜂鳴器的情形。但是，發車蜂鳴器的開關為JR東日本樣式。
3、4號線的站名標除了標駐東西線的前後兩站（一邊是落合站，一邊是中央緩行線高圓寺站），還加上JR集團特定都區市內的区（代表東京23區內車站）。

### 月台配置
| 月台 | 公司       | 路線                    | 方向 | 目的地                                 | 備註                                     |
| ---- | ---------- | ----------------------- | ---- | -------------------------------------- | ---------------------------------------- |
| 1    | JR東日本   | 中央·總武線（各站停車） | 西行 | 高圓寺、荻窪、三鷹方向                 | 新宿開抵（早上一部分列車此站始發）的列車 |
| 2    | JR東日本   | 中央·總武線（各站停車） | 東行 | 東中野、新宿、千葉方向                 | 此站始發（部分於1號月台開出）            |
| 3    | JR東日本   | 中央·總武線（各站停車） | 西行 | 高圓寺、荻窪、三鷹方向                 | 東西線開抵的直通                         |
| 3、4 | 東京地下鐵 | 東西線                  | A線  | 大手町、日本橋、西船橋、東葉勝田台方向 | 此站始發                                 |
| 5    | 東京地下鐵 | 東西線                  | A線  | 大手町、日本橋、西船橋、東葉勝田台方向 | 三鷹開抵的直通列車                       |
| 5    | JR東日本   | 中央·總武線（各站停車） | 東行 | 東中野、新宿、千葉方向                 | 三鷹開抵的列車                           |
| 6    | JR東日本   | 中央線（快速）          | 下行 | 武藏小金井、立川、高尾、大月方向       |                                          |
| 7、8 | JR東日本   | 中央線（快速）          | 上行 | 新宿、東京方向                         |                                          |

（來源：JR東日本:車站構內圖 （页面存档备份，存于））、
（來源：東京地下鐵:構內圖 （页面存档备份，存于））
- 本站的中央急行線（中央線快速、早晨深夜的中央線各站停車）多表示為「中央線」，中央緩行線（午間的中央·總武線各站停車與東西線直通中央線各站停車）多表示為「總武線」。例如，3號線東西線往中央線直通列車（各站停車往三鷹）停靠時，實際的標示是「■總武線 三鷹方向」。另外，轉乘看板也只標示「■總武線」。但是之後追加的大廳導覽看板與其他車站一樣使用「中央·總武線（各站停車）」、「中央線（快速）」表示。另一方面，列車資訊顯示器也可見到「中央線各站停車」與「總武·中央線」的表現方式。
- 過去因應新宿站南側甲州街道天橋更換與配線變更工程而將全列車改為各站停車的時候，下行全部停靠1號線，上行全部停靠2號線，5號線停靠來自三鷹方向的電車（東西線與中央線中止直通運轉，全部在3、4號線折返）。
- 平日中央線快速列車下行往武藏小金井、立川、八王子、高尾方向的電車由此站各站停車（以東的路段以快速表示, 假日班次因為不停高圓寺、阿佐谷及西荻窪站而仍顯示為快速）。由於兩者從本站至三鷹站的行車時間相差不大，因此先發電車通常會先到三鷹站。該時段搭車時須確認1、6號線的發車資訊。
- 上行往東京班次結束後，有兩班使用快速編組的各站停車班次從高尾發車至本站，隔天早晨4點再從本站發車（下行、上行各1班）。2016年3月26日起，所有原先從東京發至本站的各站停車延駛至立川方向。同時，本站始發往立川、八王子、高尾方向的第2班改往武藏小金井。
- 本站不是中距離列車停靠站，原則上特急列車（「超級梓」、「梓」、「甲斐路（日语：かいじ (列車)）」）不停靠本站，但在過去特急因甲州街道天橋更換與配線變更工程無法進入新宿站時，改從本站作為臨時始發、終停站。當時的6號線停止使用，7、8號線高圓寺側建設臨時月台作為特急專用月台。工程進行時，中央線特急以外全列車改為各站停車（御茶之水站  - 三鷹站間使用緩行線），御茶之水站 - 本站間停止使用急行線，本站 - 三鷹站間的急行線為特急專用，車體側面方向顯示器也改為「中野」。

- JR中央線計畫在2020年度於快速電車導入兩輛2層式綠色車輛，成為12輛編組。因此6 - 8號線將進行月台延長工程因應。

- 2008年4月運行的特急Wing Express停靠本站。當時使用7號線。
- 車站東南側是中野電車區（日语：中野電車区），全天有列車出入，但自國鐵末期就無車輛配置在此。
- 從7號線發車的快速往東京班次都在平日早晨尖峰時刻與夜間。

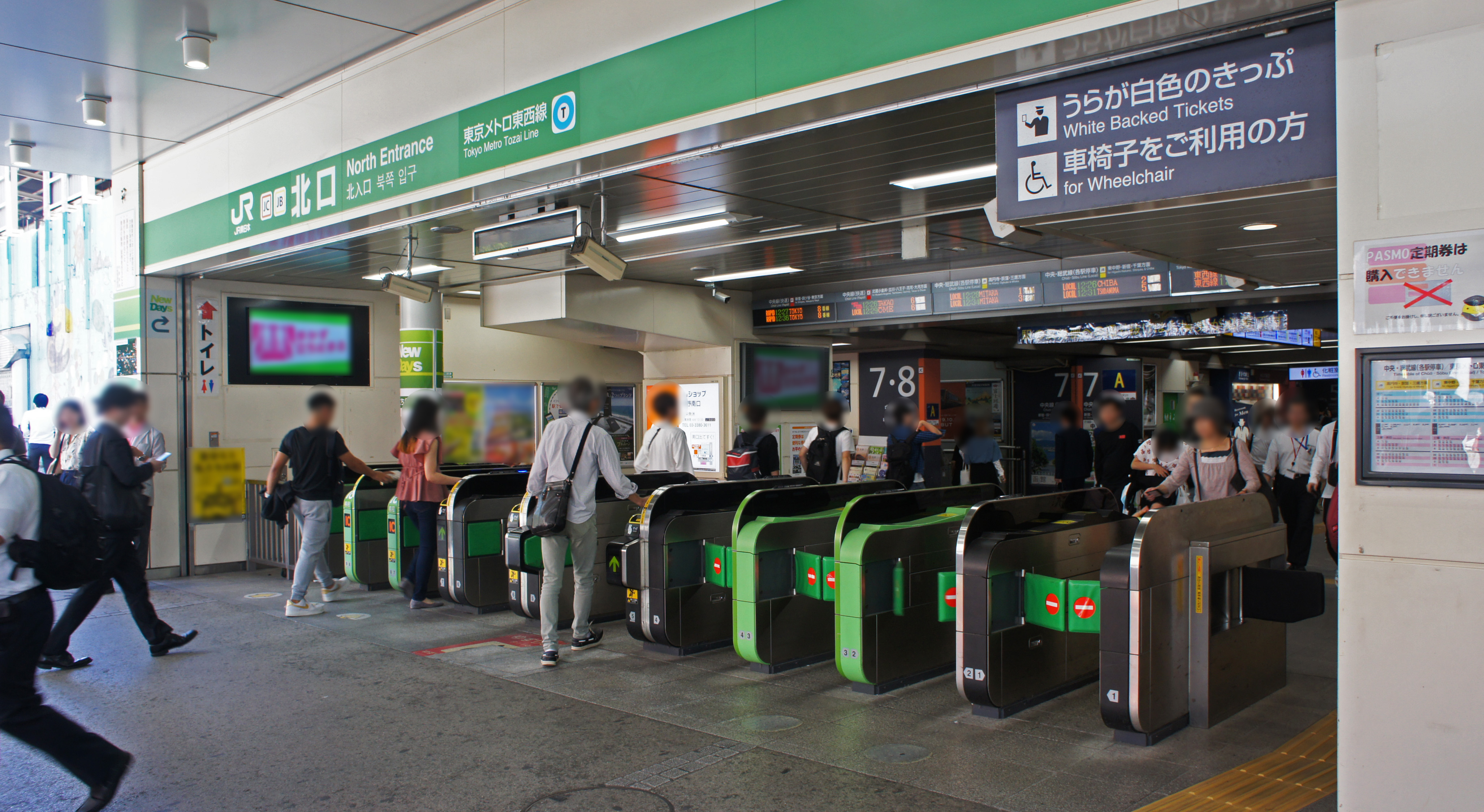
北口閘口（2019年9月）
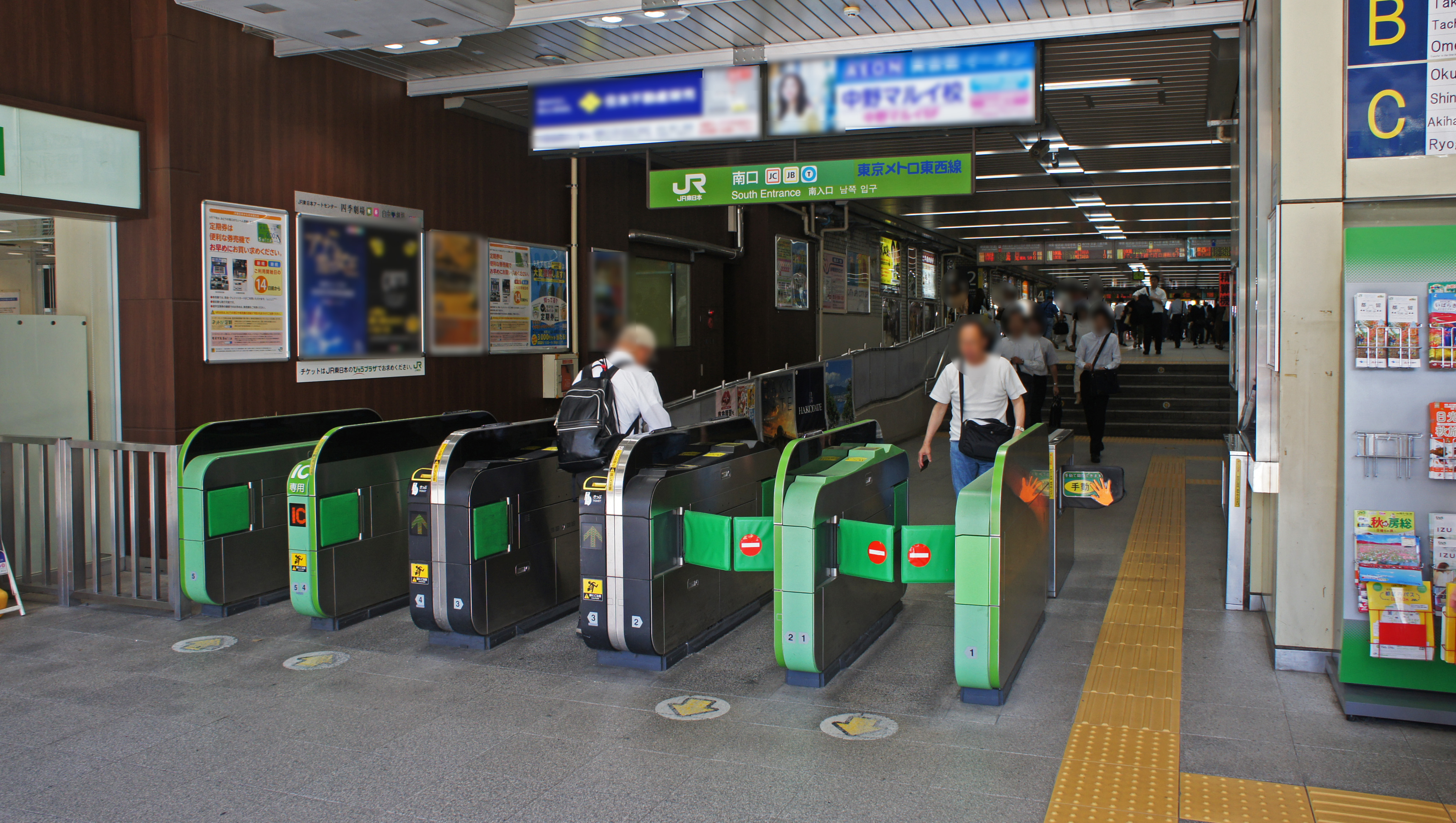
南口閘口（2019年9月）
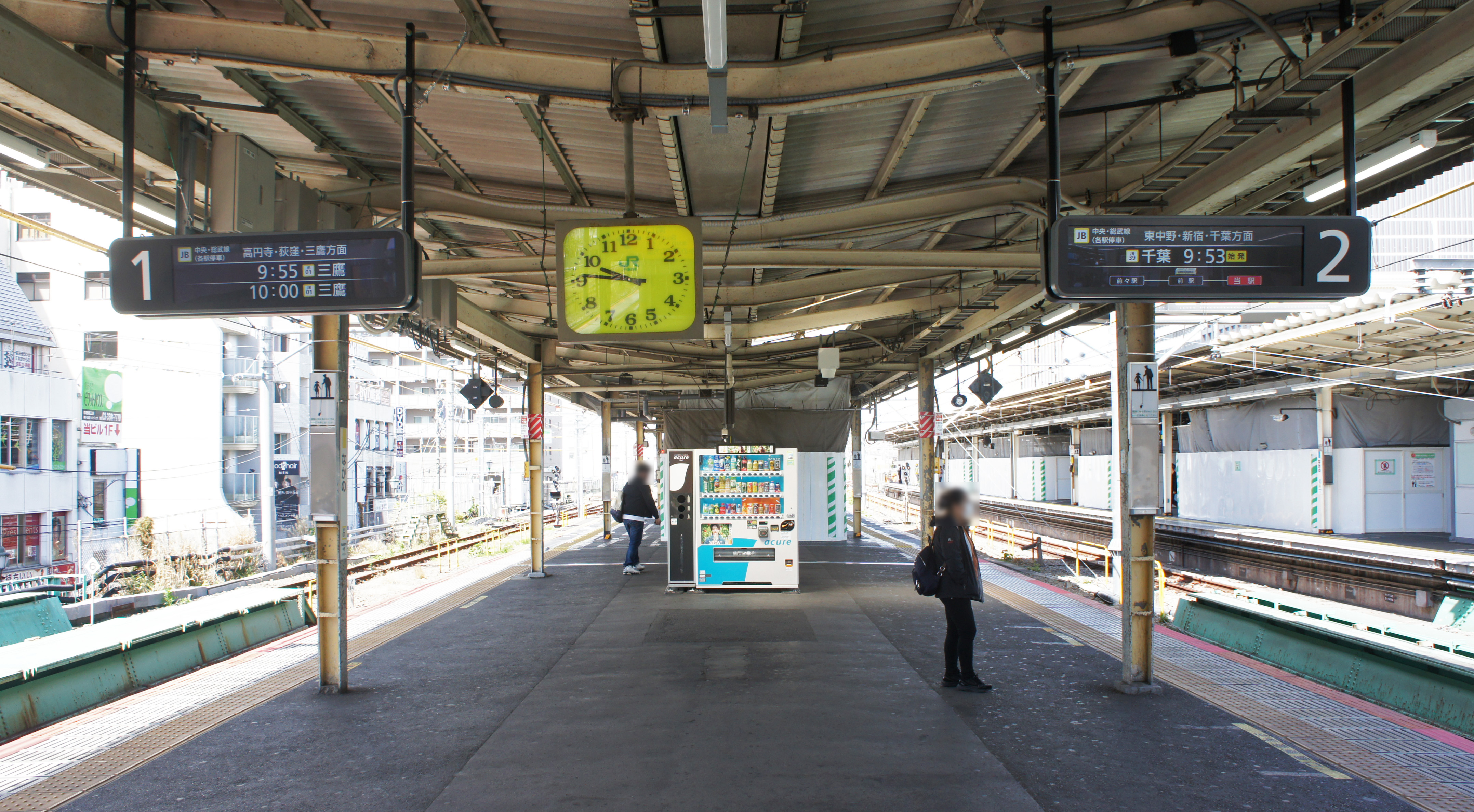
1、2號月台（中央·總武線）（2021年4月）
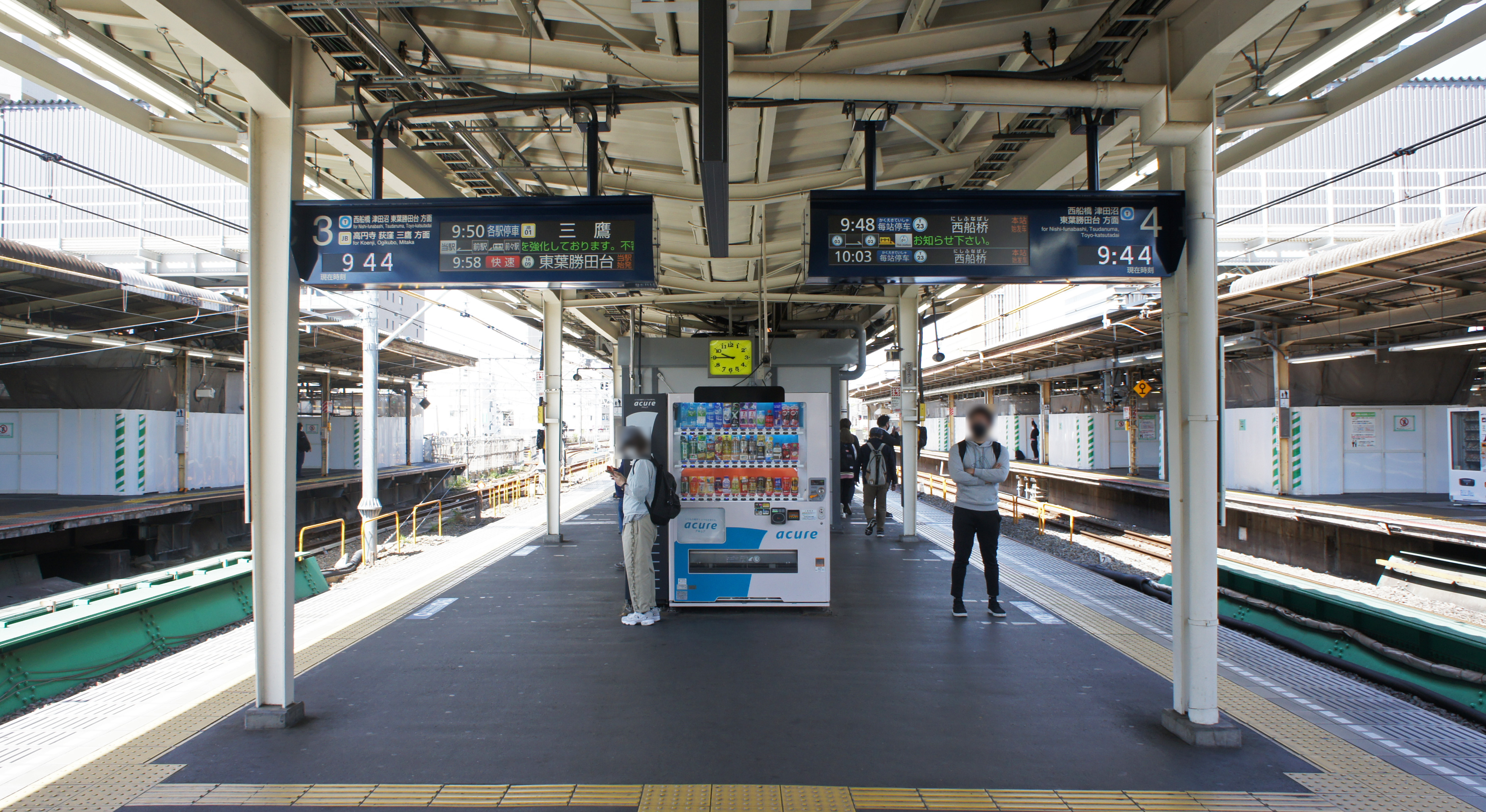
3、4號月台（中央·總武線、地下鐵東西線）（2021年4月）
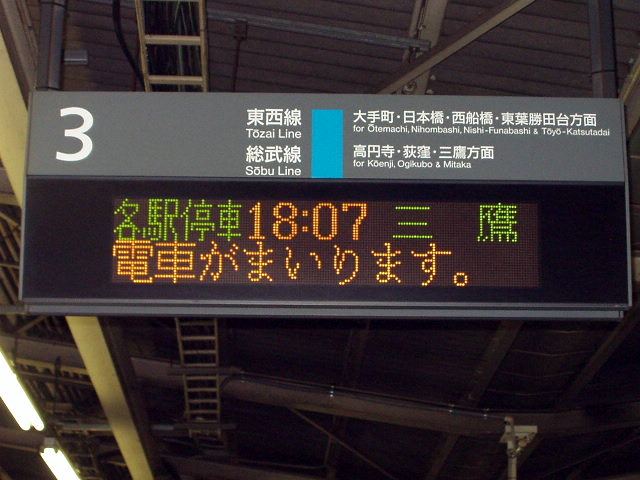
曾經3、4號月台使用的JR東日本格式的發車標（2003年5月）
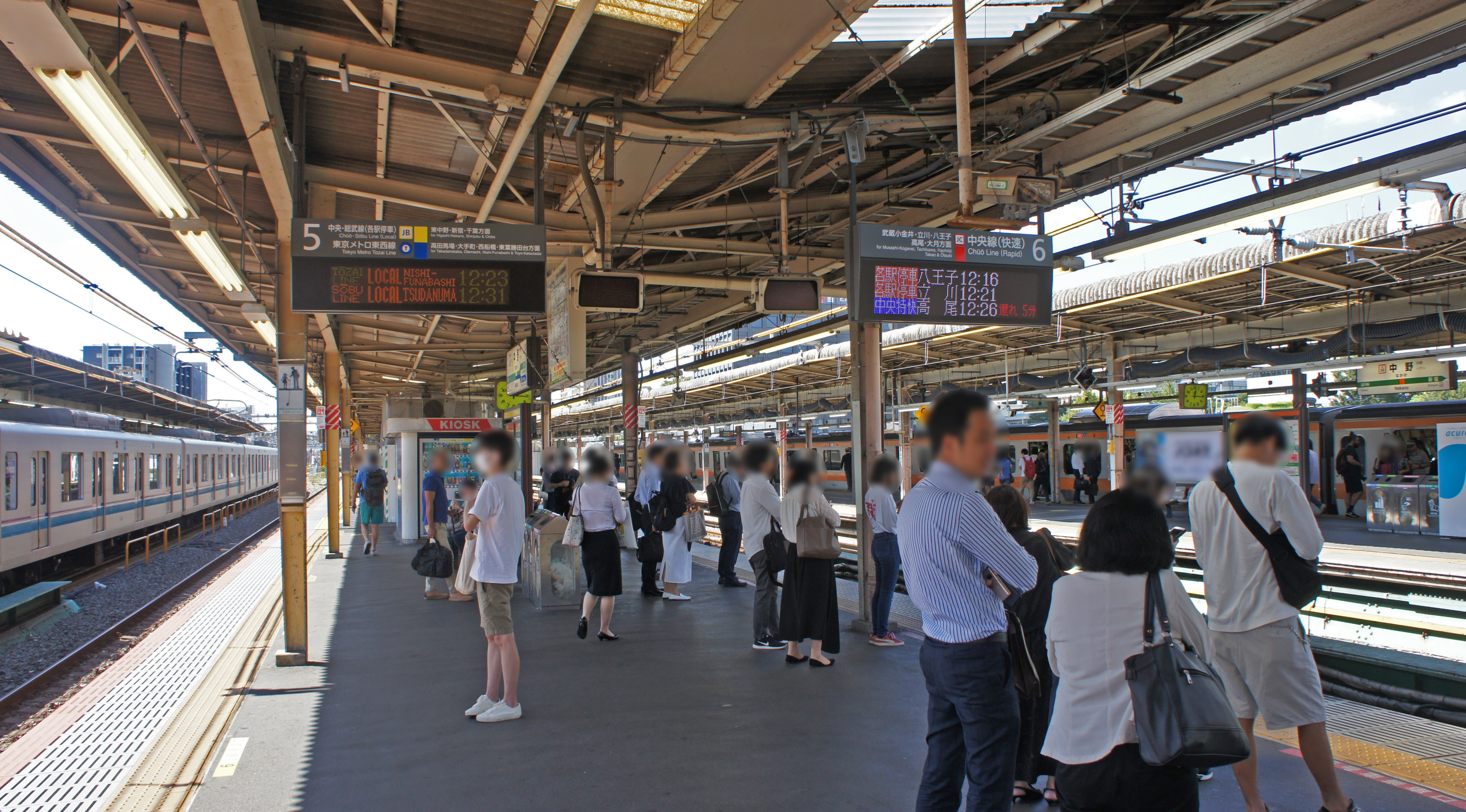
5、6號月台（中央·總武線/地下鐵東西線、中央快速線）（2019年9月）
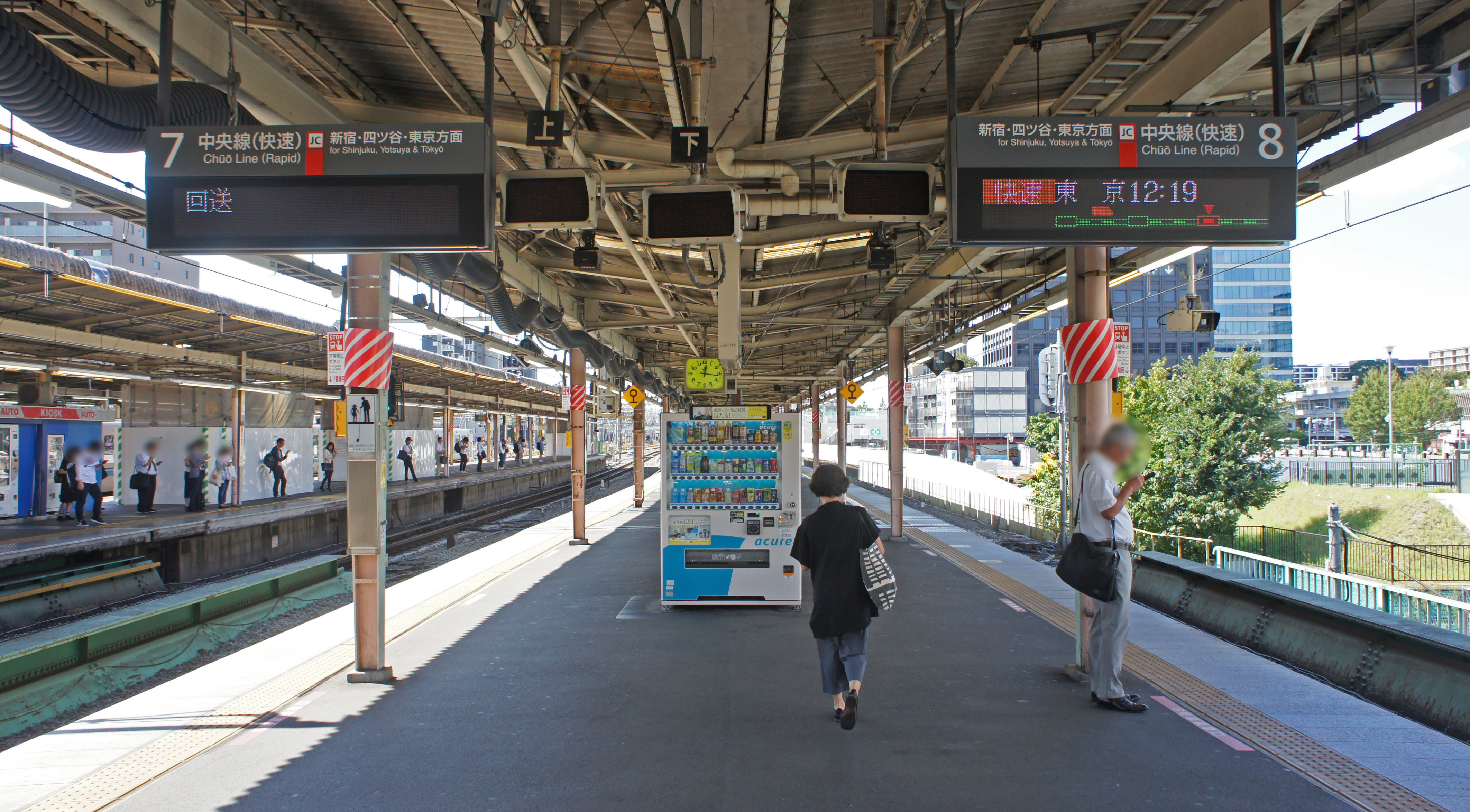
7、8號月台（中央快速線）（2019年9月）
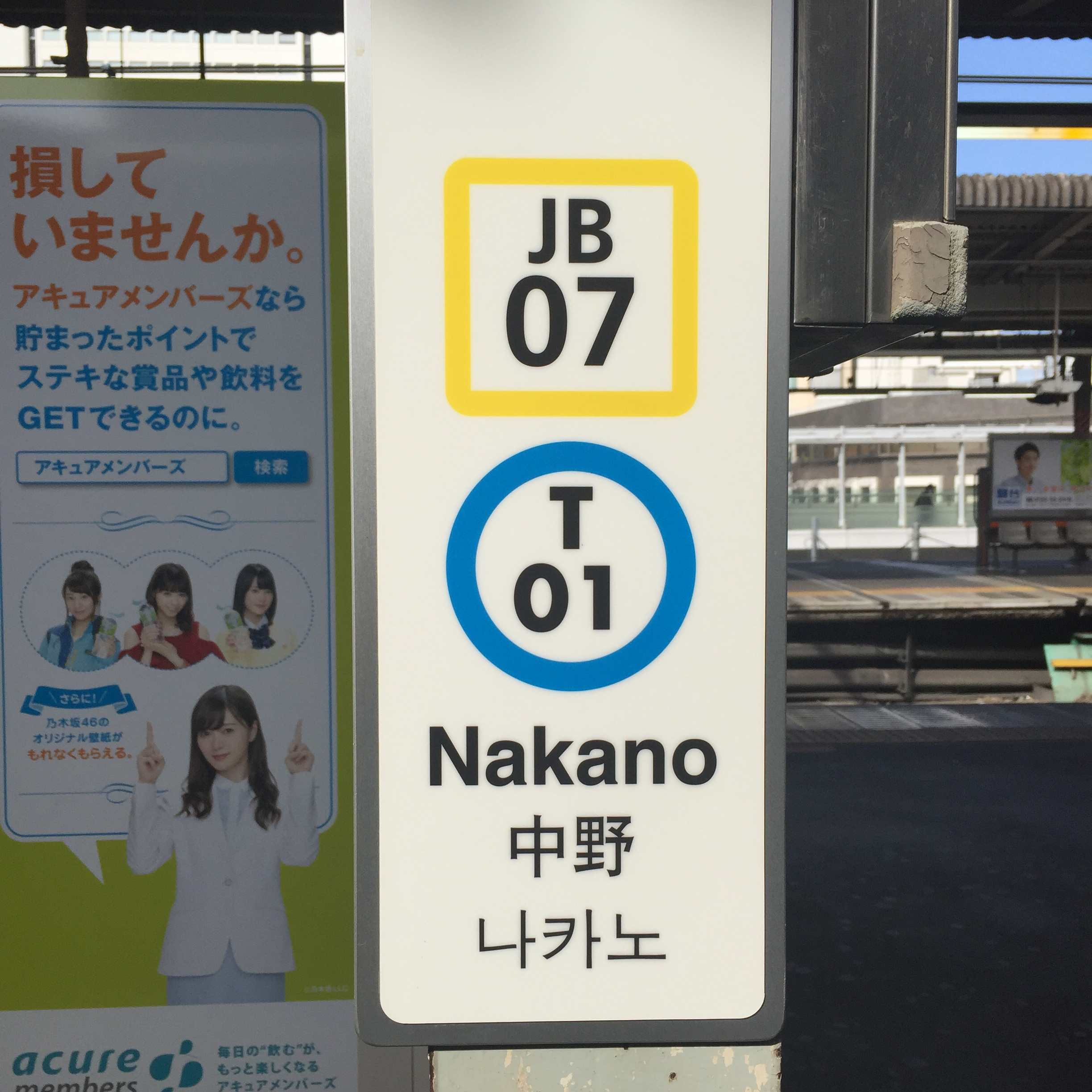
同時貼有JR與東京地下鐵兩個車站編號。（2017年3月）

### 站區

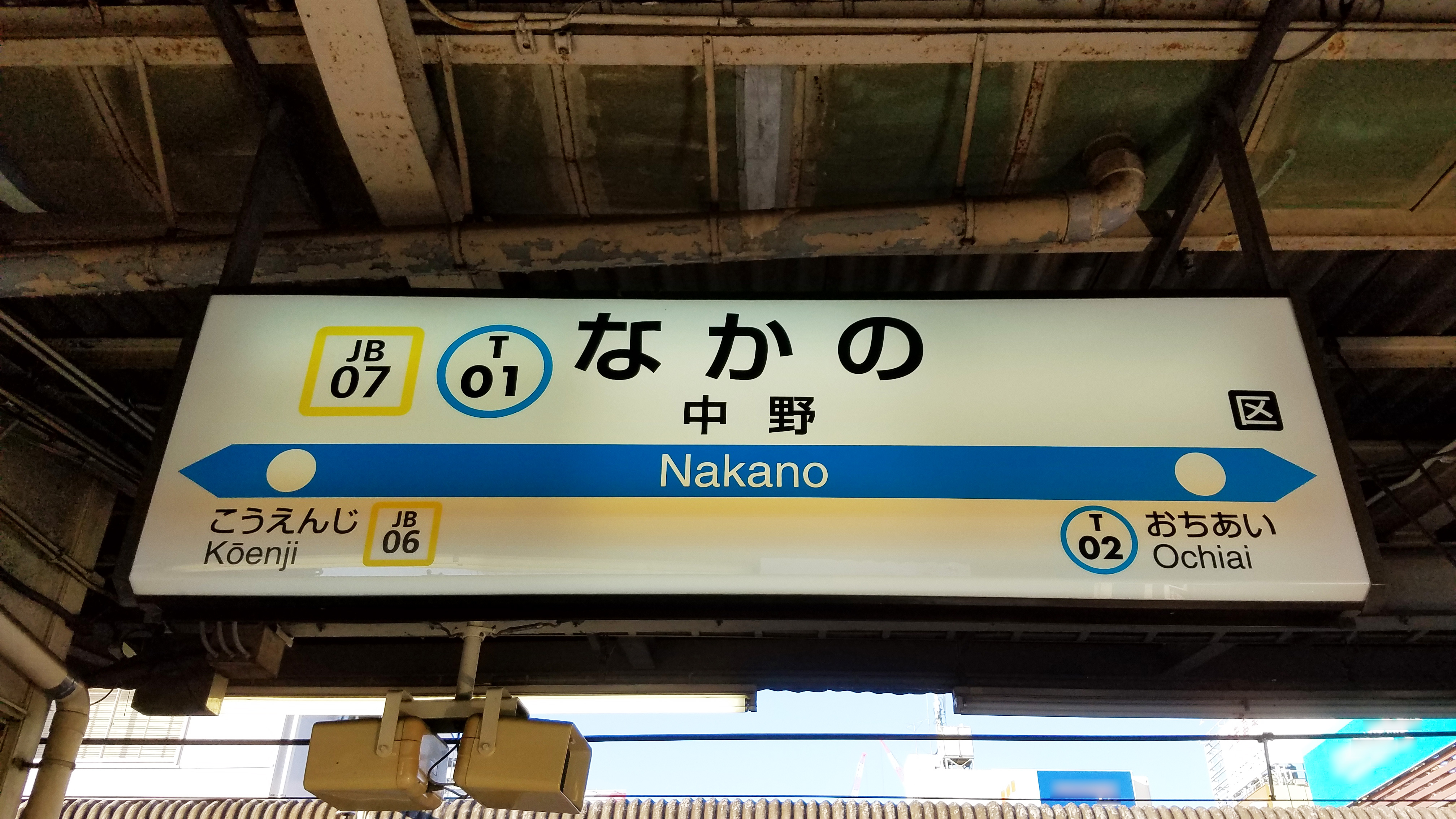
3、4號線月台的站名標

站區內配線複雜，不同時段與列車類型所停靠的月台也會有所不同。有時會有前後兩班在不同月台的情形出現。另外，由於實施相互直通運轉，中央線各站停車與東西線列車來往三鷹與本站終停／始發班次之間無法安排在同月台轉乘，而且無法相互接續。
中央線各站停車與東西線的發車月台請參照以下表格。備註的顏色為車體色帶。
| 業者 | 路線               | 方向                 | 目的地                     | 月台編號                                                       | 備註                                                   |
| ---- | ------------------ | -------------------- | -------------------------- | -------------------------------------------------------------- | ------------------------------------------------------ |
|      | 中央線（各站停車） | 西行                 | 三鷹方向                   | 1                                                              | ■來自新宿方向的電車（含早晨、深夜■東京、本站發車班次） |
| 3    | 中央線（各站停車） | 西行                 | 三鷹方向                   | ■來自東西線的直通電車                                          |                                                        |
| 東行 | 中央線（各站停車） | 新宿、千葉、東京方向 | 2                          | ■本站始發的總武線直通電車（部分在1號線） 早晨、深夜■往東京班次 |                                                        |
| 東行 | 中央線（各站停車） | 新宿、千葉、東京方向 | 5                          | ■三鷹方向發車的總武線直通電車                                  |                                                        |
|      | 東西線             | A線                  | 大手町、東陽町、西船橋方向 | 3、4                                                           | 本站始發                                               |
| 5    | 東西線             | A線                  | 大手町、東陽町、西船橋方向 | 三鷹始發                                                       |                                                        |

#### 備註
- 中央線往三鷹方向的平日■中央線快速電車（6號線發車）從本站起為各站停車（臨時班次例外），並以「各站停車」表示，E233系亦不顯示「快速」。周六日則是從吉祥寺改為各站停車。
- 東西線的本站始發電車也會使用類似中央線快速橘色色帶的■東葉高速鐵道車輛。
- 5號線往西船橋、津田沼班次可分為經中央線·總武線與經東西線。因此，發車資訊會加上路線名稱，如東西線直通電車標駐「東西線」，往新宿、御茶之水方向的總武線直通電車則標駐「總武線」，車站自動廣播亦會加上「○○線直通」，而東西線直通列車的發車廣播會使用「5號線地下鐵東西線，車門關閉。」，新宿方向的發車廣播會使用「5號線總武線，車門關閉。」。另外，■中央·總武線使用銀色車體黃色色帶的電車，■東西線使用銀色車體水色色帶的電車。

### 配線
| ← 新宿、東京、 秋葉原、西船橋、 津田沼、千葉 方向 | JR東日本、東京地下鐵 中野站內配線略圖               | → 三鷹、武藏小金井 、立川、高尾、 青梅 方向 |
| | ↓ 大手町、東陽町、 西船橋、津田沼、 東葉勝田台 方向 |                                             |
| 图例 参考文献：資料來源 * 祖田圭介、「特集 短絡線ミステリー8」、『鉄道ファン』、第46巻1号 通巻第537号 2006年1月号、交友社、32頁。 * JR東日本公式ホームページ 駅構内図（中野駅）（月台編號） ※圖中▲代表本站以東行駛東西線的列車，▲代表行駛中央總武緩行線的列車。 |                                                     |                                             |

### 乘車券
站內設有JR東日本的自動驗票閘門與自動精算機。而自動售票機則是兩公司皆有設置。
2007年3月18日起，IC卡「PASMO」啟用。Suica雖然一開始就能使用，但本站與西船橋站不同，JR與東京地下鐵之間未設連絡剪票口，若使用交通系IC卡從JR車站經本站－西船橋、北千住、綾瀨區間至其他JR車站，就算途中不經剪票口改搭東京地下鐵線時，依據東日本旅客鐵道株式會社IC卡乘車券使用規則第63條(2)規定，全線依然適用JR運費。另外，若是從本站乘車經北千住、綾瀨至其他JR車站，或是從北千住、綾瀨乘車經本站至其他JR車站，本站－北千住、綾瀨區間適用最便宜運費，也就是東京地下鐵運費。
本站販售的東京地下鐵線本站起訖定期券僅有磁性車票。另外，JR、東京地下鐵之間可購買Suica連絡定期券。
中野站可在東京地下鐵售票機購入當日的東京地下鐵「一日乘車券」。「東京環遊通票」須在JR售票機、指定席售票機、綠色窗口購買。

## 利用狀況
- JR東日本 - 2019年度1日平均上車人次為150,907人[使用人數 1]。
該公司車站中次於田町站位居第19位。
中央·總武線車站當中次於新宿站、秋葉原站、立川站排行第4位。
中央本線（JR東日本）車站當中次於新宿站、東京站、立川站排行第4位。
- 東京地下鐵 - 2017年度1日平均上下車人次為160,270人[使用人數 2]。
該數值包括直通人次。

隨著北口再開發，明治大學兩學部與帝京平成大學3學部入駐，使用人次持續上升。接著，中野四季都市開幕，麒麟控股本社等遷入等，持續提供增加動能。

### 各年度1日平均上下車人次
近年1日平均上下車人次變化如下表（JR除外）。
| 年度               | 東京地下鐵         | 東京地下鐵 |
| 年度               | 1日平均 上下車人次 | 增長率     |
| ------------------ | ------------------ | ---------- |
| 2000年（平成12年） | 116,598            |            |
| 2001年（平成13年） | 115,216            | −1.2%      |
| 2002年（平成14年） | 113,860            | −1.1%      |
| 2003年（平成15年） | 112,654            | −2.2%      |
| 2004年（平成16年） | 111,549            | −1.0%      |
| 2005年（平成17年） | 111,084            | −0.4%      |
| 2006年（平成18年） | 113,093            | 1.8%       |
| 2007年（平成19年） | 132,742            | 17.4%      |
| 2008年（平成20年） | 135,924            | 2.4%       |
| 2009年（平成21年） | 135,702            | −0.2%      |
| 2010年（平成22年） | 135,706            | 0.0%       |
| 2011年（平成23年） | 133,919            | −1.3%      |
| 2012年（平成24年） | 136,994            | 2.3%       |
| 2013年（平成25年） | 143,802            | 5.0%       |
| 2014年（平成26年） | 147,773            | 2.8%       |
| 2015年（平成27年） | 153,746            | 4.0%       |
| 2016年（平成28年） | 157,499            | 2.4%       |
| 2017年（平成29年） | 160,270            | 1.8%       |
| 2018年（平成30年） | 163,908            | 2.3%       |

### 各年度1日平均上車人次（1880年代－1930年代）
近年1日平均上車人次推移如下表。
| 年度               | 甲武鐵道 / 國鐵 | 來源              |
| ------------------ | --------------- | ----------------- |
| 1889年（明治22年） | [ 備註 1 ]      |                   |
| 1890年（明治23年） | 35              | [ 東京府統計 1 ]  |
| 1891年（明治24年） | 36              | [ 東京府統計 2 ]  |
| 1893年（明治26年） | 37              | [ 東京府統計 3 ]  |
| 1895年（明治28年） | 86              | [ 東京府統計 4 ]  |
| 1896年（明治29年） | 147             | [ 東京府統計 5 ]  |
| 1897年（明治30年） | 271             | [ 東京府統計 6 ]  |
| 1898年（明治31年） | 384             | [ 東京府統計 7 ]  |
| 1899年（明治32年） | 418             | [ 東京府統計 8 ]  |
| 1900年（明治33年） | 439             | [ 東京府統計 9 ]  |
| 1901年（明治34年） | 423             | [ 東京府統計 10 ] |
| 1902年（明治35年） | 462             | [ 東京府統計 11 ] |
| 1903年（明治36年） | 429             | [ 東京府統計 12 ] |
| 1904年（明治37年） | 638             | [ 東京府統計 13 ] |
| 1905年（明治38年） | 870             | [ 東京府統計 14 ] |
| 1907年（明治40年） | 1,232           | [ 東京府統計 15 ] |
| 1908年（明治41年） | 1,427           | [ 東京府統計 16 ] |
| 1909年（明治42年） | 1,525           | [ 東京府統計 17 ] |
| 1911年（明治44年） | 2,056           | [ 東京府統計 18 ] |
| 1912年（大正元年） | 2,392           | [ 東京府統計 19 ] |
| 1913年（大正02年） | 2,434           | [ 東京府統計 20 ] |
| 1914年（大正03年） | 2,338           | [ 東京府統計 21 ] |
| 1915年（大正04年） | 1,886           | [ 東京府統計 22 ] |
| 1916年（大正05年） | 2,021           | [ 東京府統計 23 ] |
| 1919年（大正08年） | 3,609           | [ 東京府統計 24 ] |
| 1920年（大正09年） | 4,526           | [ 東京府統計 25 ] |
| 1922年（大正11年） | 8,819           | [ 東京府統計 26 ] |
| 1923年（大正12年） | 11,521          | [ 東京府統計 27 ] |
| 1924年（大正13年） | 15,503          | [ 東京府統計 28 ] |
| 1925年（大正14年） | 16,138          | [ 東京府統計 29 ] |
| 1926年（昭和元年） | 16,375          | [ 東京府統計 30 ] |
| 1927年（昭和02年） | 16,223          | [ 東京府統計 31 ] |
| 1928年（昭和03年） | 16,140          | [ 東京府統計 32 ] |
| 1929年（昭和04年） | 16,035          | [ 東京府統計 33 ] |
| 1930年（昭和05年） | 15,888          | [ 東京府統計 34 ] |
| 1931年（昭和06年） | 16,237          | [ 東京府統計 35 ] |
| 1932年（昭和07年） | 16,268          | [ 東京府統計 36 ] |
| 1933年（昭和08年） | 17,382          | [ 東京府統計 37 ] |
| 1934年（昭和09年） | 18,715          | [ 東京府統計 38 ] |
| 1935年（昭和10年） | 19,962          | [ 東京府統計 39 ] |

### 各年度1日平均上車人次（1953年－2000年）
近年1日平均上車人次變化如下表。
| 年度               | 國鐵 / JR東日本 | 營團   | 來源              |
| ------------------ | --------------- | ------ | ----------------- |
| 1953年（昭和28年） | 51,779          | 未開業 | [ 東京都統計 1 ]  |
| 1954年（昭和29年） | 54,781          | 未開業 | [ 東京都統計 2 ]  |
| 1955年（昭和30年） | 56,705          | 未開業 | [ 東京都統計 3 ]  |
| 1956年（昭和31年） | 59,752          | 未開業 | [ 東京都統計 4 ]  |
| 1957年（昭和32年） | 62,413          | 未開業 | [ 東京都統計 5 ]  |
| 1958年（昭和33年） | 66,528          | 未開業 | [ 東京都統計 6 ]  |
| 1959年（昭和34年） | 69,641          | 未開業 | [ 東京都統計 7 ]  |
| 1960年（昭和35年） | 75,292          | 未開業 | [ 東京都統計 8 ]  |
| 1961年（昭和36年） | 75,259          | 未開業 | [ 東京都統計 9 ]  |
| 1962年（昭和37年） | 75,954          | 未開業 | [ 東京都統計 10 ] |
| 1963年（昭和38年） | 80,664          | 未開業 | [ 東京都統計 11 ] |
| 1964年（昭和39年） | 81,405          | 未開業 | [ 東京都統計 12 ] |
| 1965年（昭和40年） | 81,336          | 4,814  | [ 東京都統計 13 ] |
| 1966年（昭和41年） | 84,219          | 14,146 | [ 東京都統計 14 ] |
| 1967年（昭和42年） | 87,008          | 29,377 | [ 東京都統計 15 ] |
| 1968年（昭和43年） | 88,718          | 42,965 | [ 東京都統計 16 ] |
| 1969年（昭和44年） | 81,803          | 58,694 | [ 東京都統計 17 ] |
| 1970年（昭和45年） | 82,058          | 65,293 | [ 東京都統計 18 ] |
| 1971年（昭和46年） | 87,650          | 67,293 | [ 東京都統計 19 ] |
| 1972年（昭和47年） | 88,896          | 67,932 | [ 東京都統計 20 ] |
| 1973年（昭和48年） | 93,041          | 63,452 | [ 東京都統計 21 ] |
| 1974年（昭和49年） | 148,145         | 65,315 | [ 東京都統計 22 ] |
| 1975年（昭和50年） | 141,377         | 64,093 | [ 東京都統計 23 ] |
| 1976年（昭和51年） | 142,805         | 66,027 | [ 東京都統計 24 ] |
| 1977年（昭和52年） | 144,296         | 67,345 | [ 東京都統計 25 ] |
| 1978年（昭和53年） | 138,279         | 61,085 | [ 東京都統計 26 ] |
| 1979年（昭和54年） | 134,740         | 60,604 | [ 東京都統計 27 ] |
| 1980年（昭和55年） | 128,364         | 59,830 | [ 東京都統計 28 ] |
| 1981年（昭和56年） | 132,482         | 61,162 | [ 東京都統計 29 ] |
| 1982年（昭和57年） | 132,586         | 62,452 | [ 東京都統計 30 ] |
| 1983年（昭和58年） | 131,303         | 62,249 | [ 東京都統計 31 ] |
| 1984年（昭和59年） | 137,014         | 62,132 | [ 東京都統計 32 ] |
| 1985年（昭和60年） | 138,315         | 63,384 | [ 東京都統計 33 ] |
| 1986年（昭和61年） | 141,805         | 63,948 | [ 東京都統計 34 ] |
| 1987年（昭和62年） | 137,486         | 64,585 | [ 東京都統計 35 ] |
| 1988年（昭和63年） | 124,071         | 65,395 | [ 東京都統計 36 ] |
| 1989年（平成元年） | 125,121         | 65,425 | [ 東京都統計 37 ] |
| 1990年（平成02年） | 125,477         | 65,688 | [ 東京都統計 38 ] |
| 1991年（平成03年） | 127,754         | 63,115 | [ 東京都統計 39 ] |
| 1992年（平成04年） | 129,953         | 67,575 | [ 東京都統計 40 ] |
| 1993年（平成05年） | 129,471         | 67,570 | [ 東京都統計 41 ] |
| 1994年（平成06年） | 128,175         | 66,326 | [ 東京都統計 42 ] |
| 1995年（平成07年） | 126,137         | 64,237 | [ 東京都統計 43 ] |
| 1996年（平成08年） | 125,567         | 62,682 | [ 東京都統計 44 ] |
| 1997年（平成09年） | 122,176         | 61,318 | [ 東京都統計 45 ] |
| 1998年（平成10年） | 119,400         | 60,279 | [ 東京都統計 46 ] |
| 1999年（平成11年） | 118,219         | 58,776 | [ 東京都統計 47 ] |
| 2000年（平成12年） | 117,090         | 58,359 | [ 東京都統計 48 ] |

### 各年度1日平均上車人次（2001年以後）
| 年度               | JR東日本 | 營團 / 東京地下鐵 | 來源              |
| ------------------ | -------- | ----------------- | ----------------- |
| 2001年（平成13年） | 115,907  | 57,748            | [ 東京都統計 49 ] |
| 2002年（平成14年） | 115,227  | 57,112            | [ 東京都統計 50 ] |
| 2003年（平成15年） | 114,459  | 56,363            | [ 東京都統計 51 ] |
| 2004年（平成16年） | 113,324  | 55,718            | [ 東京都統計 52 ] |
| 2005年（平成17年） | 113,569  | 55,477            | [ 東京都統計 53 ] |
| 2006年（平成18年） | 115,176  | 56,608            | [ 東京都統計 54 ] |
| 2007年（平成19年） | 123,022  | 67,265            | [ 東京都統計 55 ] |
| 2008年（平成20年） | 124,625  | 69,063            | [ 東京都統計 56 ] |
| 2009年（平成21年） | 124,494  | 69,003            | [ 東京都統計 57 ] |
| 2010年（平成22年） | 123,968  | 69,123            | [ 東京都統計 58 ] |
| 2011年（平成23年） | 122,846  | 68,066            | [ 東京都統計 59 ] |
| 2012年（平成24年） | 125,025  | 69,507            | [ 東京都統計 60 ] |
| 2013年（平成25年） | 138,467  | 72,858            | [ 東京都統計 61 ] |
| 2014年（平成26年） | 140,587  | 74,904            | [ 東京都統計 62 ] |
| 2015年（平成27年） | 144,916  | 77,984            | [ 東京都統計 63 ] |
| 2016年（平成28年） | 146,400  | 79,847            | [ 東京都統計 64 ] |
| 2017年（平成29年） | 148,789  | 81,258            | [ 東京都統計 65 ] |
| 2018年（平成30年） | 150,886  | 83,041            | [ 東京都統計 66 ] |
| 2019年（令和元年） | 150,907  |                   |                   |

### 備註
1. ↑  1889年4月11日開業。
2. ↑  1966年3月16日開業，16日間的統計資料

## 貨運業務
本站沒有定期貨物列車，多為東京地下鐵的甲種車輛輸送列車。
近年貨運噸數如下表。
| 年度   | 總數     | 總數     | 車載貨物 | 車載貨物 | 貨櫃貨物 | 貨櫃貨物 | 來源   |
| 年度   | 出發噸數 | 到達噸數 | 出發噸數 | 到達噸數 | 出發噸數 | 到達噸數 | 來源   |
| ------ | -------- | -------- | -------- | -------- | -------- | -------- | ------ |
| 1990年 |          |          |          |          |          |          | [ 6 ]  |
| 1991年 |          |          |          |          |          |          | [ 7 ]  |
| 1992年 |          | 800      |          | 800      |          |          | [ 8 ]  |
| 1993年 |          | 1,200    |          | 1,200    |          |          | [ 9 ]  |
| 1994年 |          |          |          |          |          |          | [ 10 ] |
| 1995年 |          |          |          |          |          |          | [ 11 ] |
| 1996年 |          |          |          |          |          |          | [ 12 ] |
| 1997年 |          |          |          |          |          |          | [ 13 ] |
| 1998年 |          | 400      |          | 400      |          |          | [ 14 ] |
| 1999年 |          | 1,200    |          | 1,200    |          |          | [ 15 ] |
| 2000年 |          |          |          |          |          |          | [ 16 ] |
| 2001年 |          | 1,200    |          | 1,200    |          |          | [ 17 ] |
| 2002年 |          |          |          |          |          |          | [ 18 ] |
| 2003年 |          | 1,200    |          | 1,200    |          |          | [ 19 ] |
| 2004年 |          | 2,800    |          | 2,800    |          |          | [ 20 ] |
| 2005年 |          | 1,600    |          | 1,600    |          |          | [ 21 ] |
| 2006年 | 2,000    | 3,200    | 2,000    | 3,200    |          |          | [ 22 ] |
| 2007年 | 400      |          | 400      |          |          |          | [ 23 ] |
| 2008年 | 400      |          | 400      |          |          |          | [ 24 ] |
| 2009年 |          |          |          |          |          |          |        |

## 車站周邊
車站下方有東京都道420號鮫洲大山線（中野通）通過。

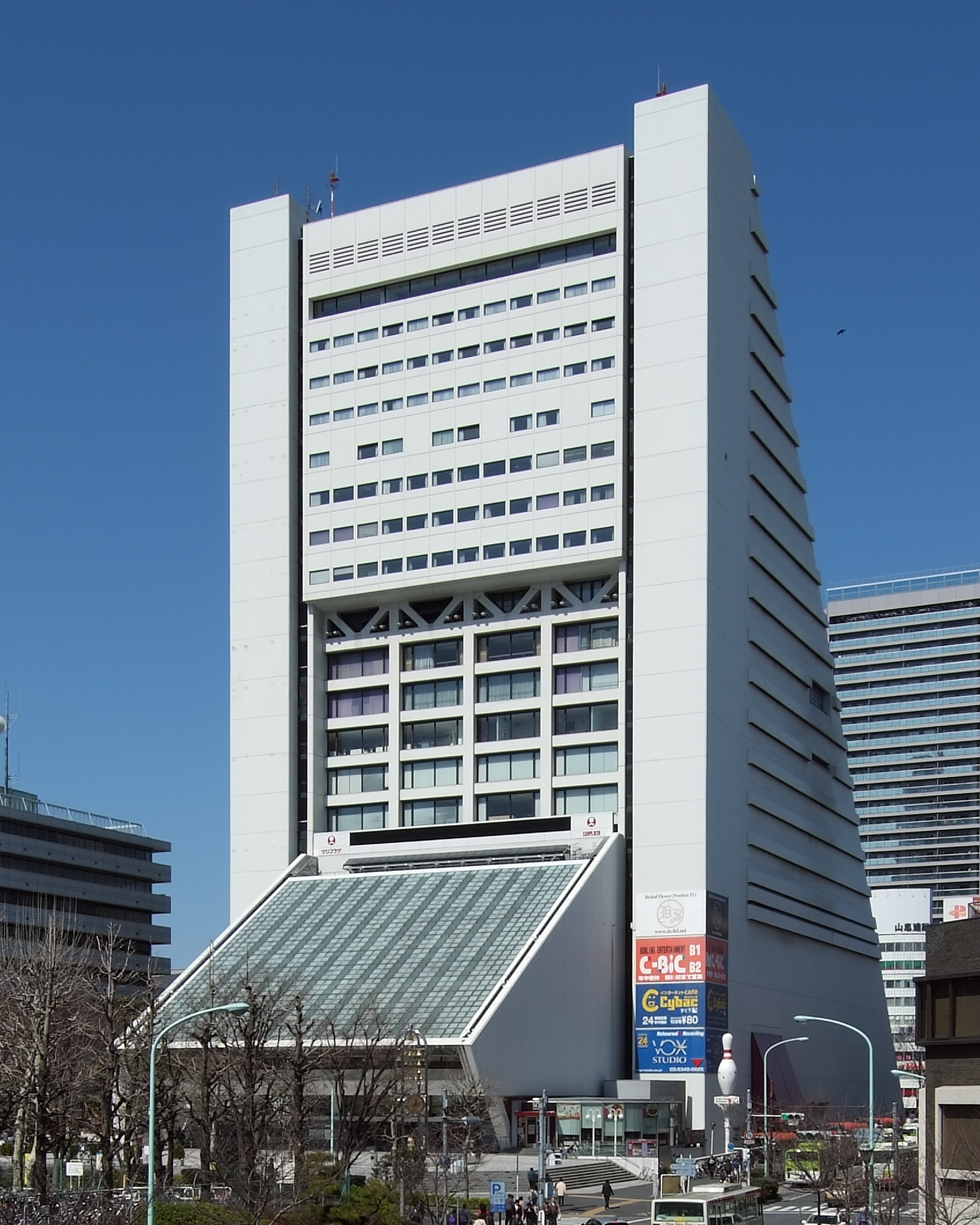
中野太陽廣場
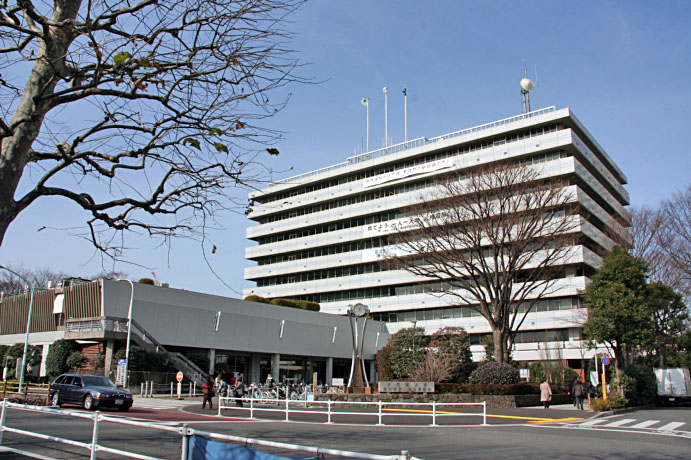
中野區役所
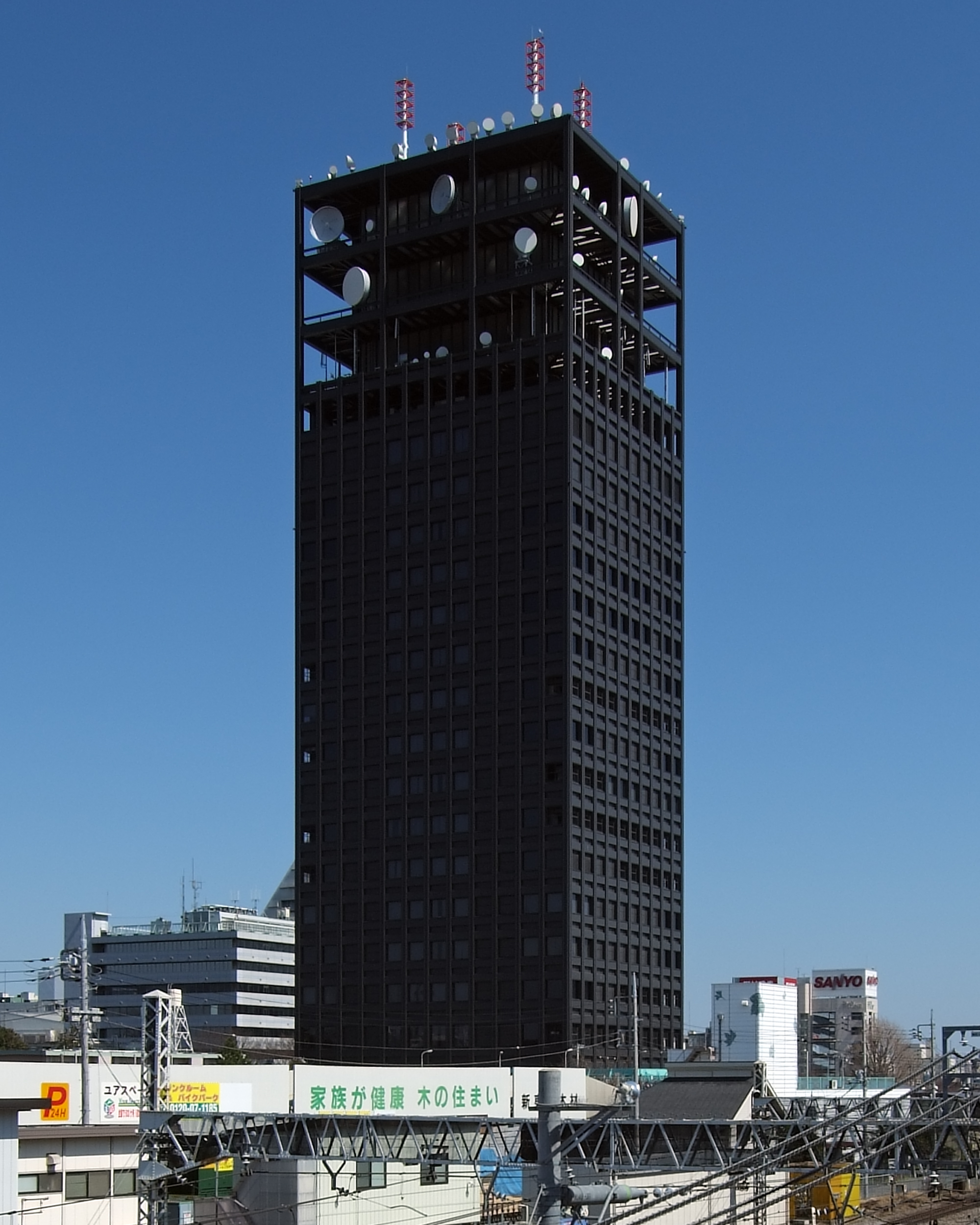
NTT DOCOMO中野大廈
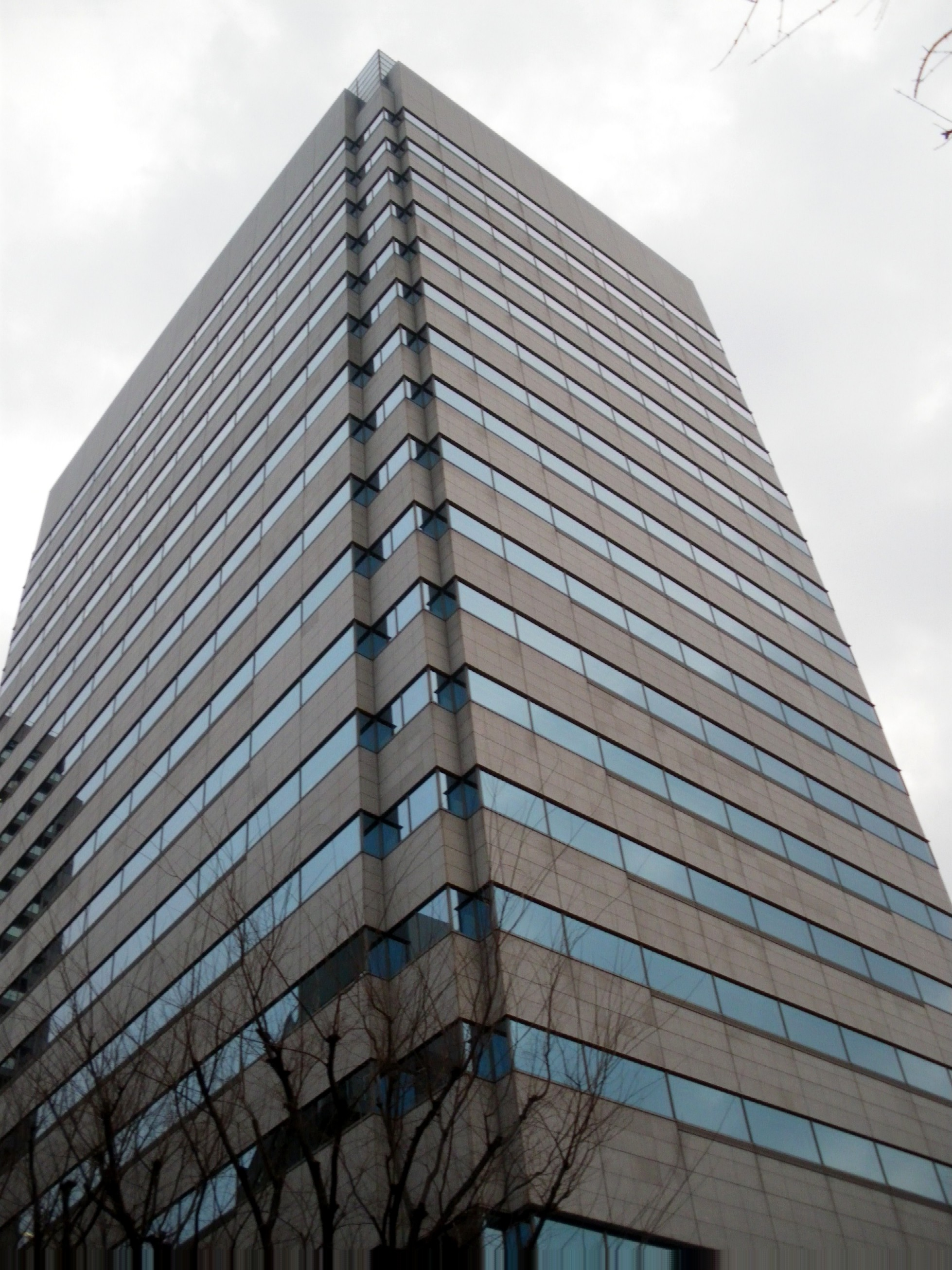
丸井本社大廈

### 北口 （中野通西側）

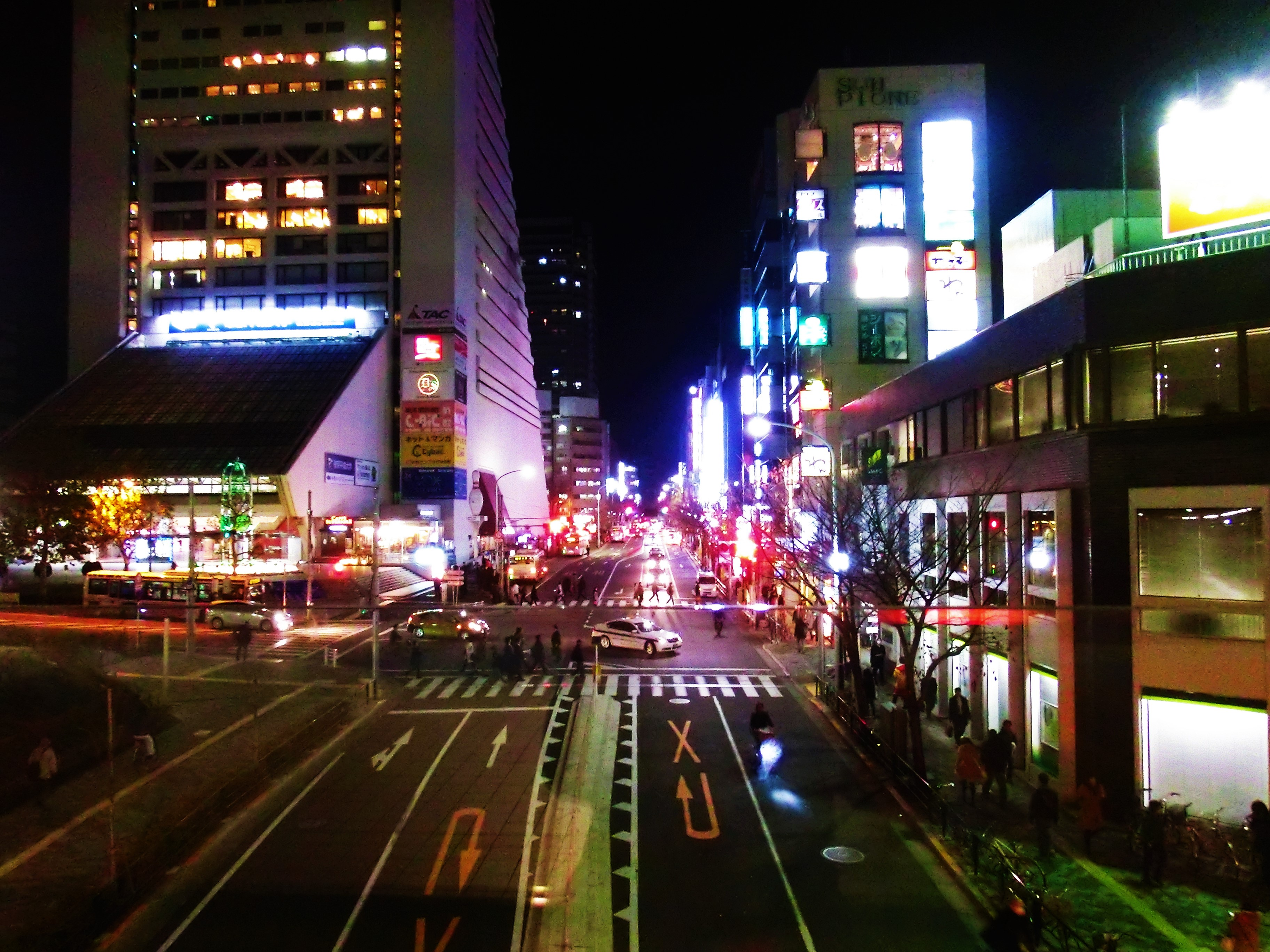
夜晚的中野通（站前）

跨越中野通的行人空中步道已完成，可通往中野四季都市方向。
- NTT DOCOMO中野大廈
- 中野太陽廣場
- 中野區役所（日语：中野区役所）
  - 東京都第三建設事務所（日语：東京都建設局）
  - 關東巴士中野站北口資訊處
- 中野稅務署
- 中野四季都市
  - 中野區立中野四季森林公園
  - NAKANO CENTRAL PARK EAST（中野CENTRAL PARK東棟）
    - 栗田工業本社

  - NAKANO CENTRAL PARK SOUTH（中野CENTRAL PARK南棟）
    - 麒麟控股本社
    - 麒麟啤酒本社
    - 麒麟飲料（日语：キリンビバレッジ）本社
    - 蘇黎世保險

  - 明治大學
  - 帝京平成大學（日语：帝京平成大学）
  - 早稻田大學
  - 東京警察醫院（日语：東京警察病院）
  - 圍町（かこいちょう）犬屋敷跡
- 警視廳野方警察署（日语：野方警察署）
- 中央勞動金庫（日语：中央労働金庫）中野支店
- 中野SUNCUORE TOWER（なかのサンクォーレ）
  - 丸井集團（日语：丸井グループ）本社大廈
  - SUNCUORE TOWER（公寓）
  - 中野SUNCUORE TOWER內郵便局（郵貯銀行分店編號00001）
  - 食品館伊藤洋華堂中野店（伊藤洋華堂）
  - Gold's Gym（日语：ゴールドジム） West東京健身俱樂部
- 東京都主稅局（日语：東京都主税局）中野都稅事務所
- 中野區立體育館
- 西武信用金庫（日语：西武信用金庫）中野北口支店（中野區役所入口巴士站前）
- 東京法務局（日语：東京法務局）中野出張所
- 中野區中野福祉作業所（日语：東京コロニー）
- 矯正研修所（日语：矯正研修所）東京支所
- 新井藥師

### 北口 （中野通東側）

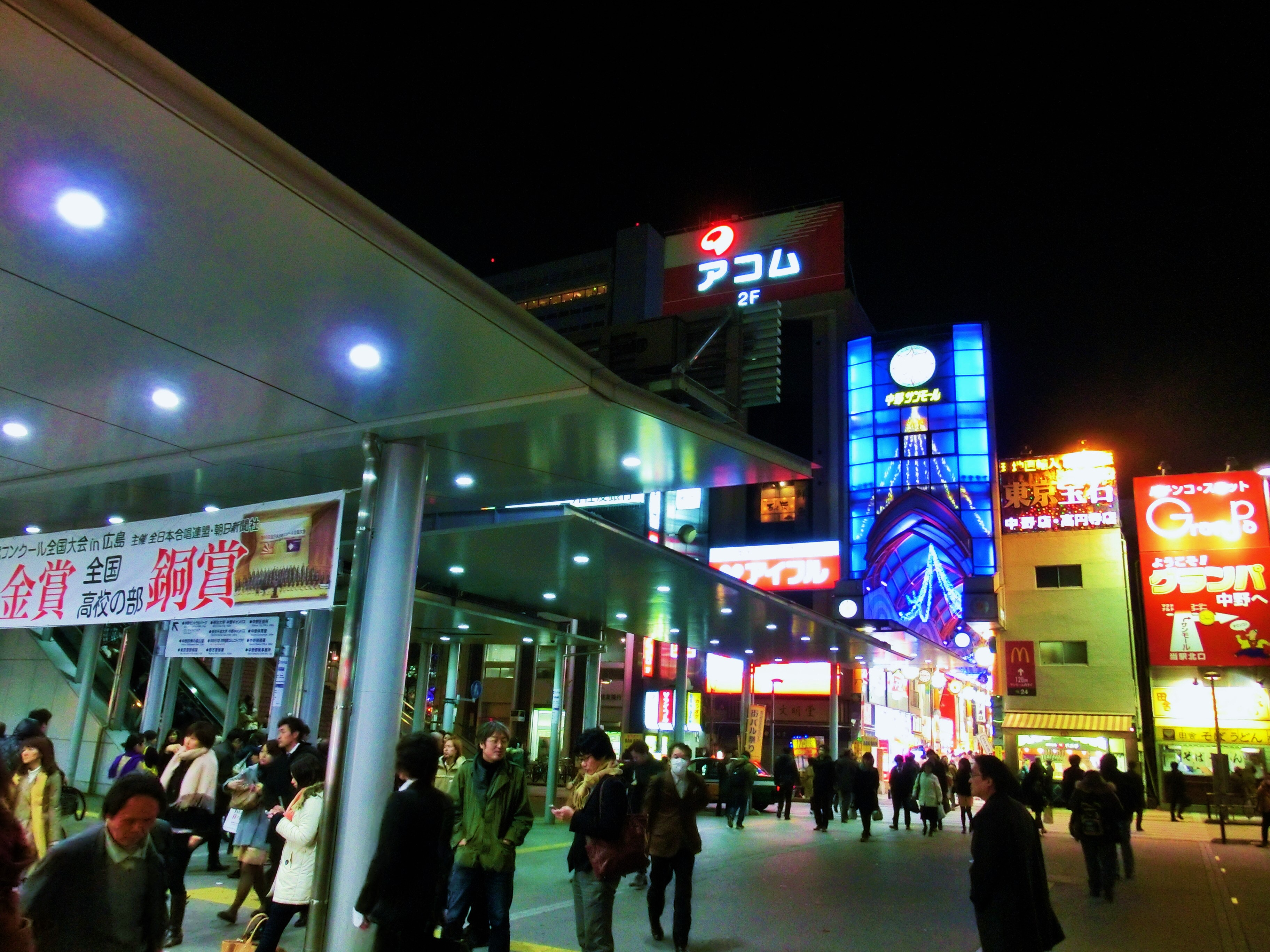
夜晚的中野站北口

- 三井住友信託銀行中野支店
- 三井住友銀行中野支店

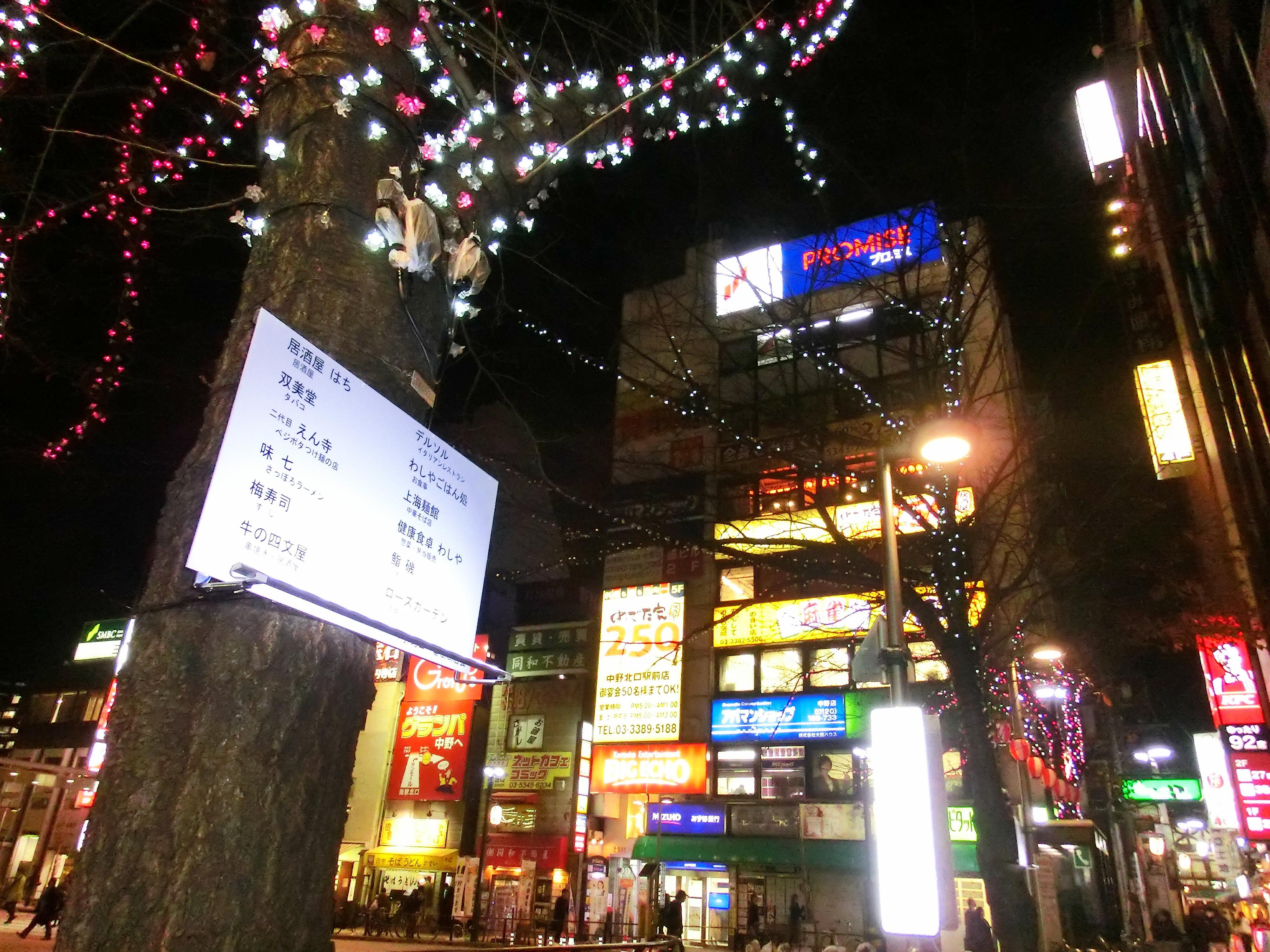
中野站北口舊巴士圓環。（與再開發的廣場不同）

- 中野SUNMALL商店街（日语：中野サンモール商店街）
  - 山田電機YAMADA MOBILE中野站前店
  - Sundrug藥妝店中野北口店
- LIFE（日语：ライフ (チェーンストア)）中野站前店

- A-01大樓
  - 野村證券中野支店
  - 中野公證役場
- 中野百老匯
  - MANDARAKE（日语：まんだらけ）本社
  - 西友中野店
- SMILE中野（スマイルなかの）
  - 中野藝能小劇場
- 唐吉訶德中野站前店
- 中野五郵便局
- KT中野大樓（日语：ケンコー・トキナー）
- 青山商事（日语：洋服の青山）中野本店
- 瑞穗銀行中野北口支店
- 巢鴨信用金庫（日语：巣鴨信用金庫）中野支店

### 南口
- 中野丸井（舊本店）
- 紅磚坂（レンガ坂）

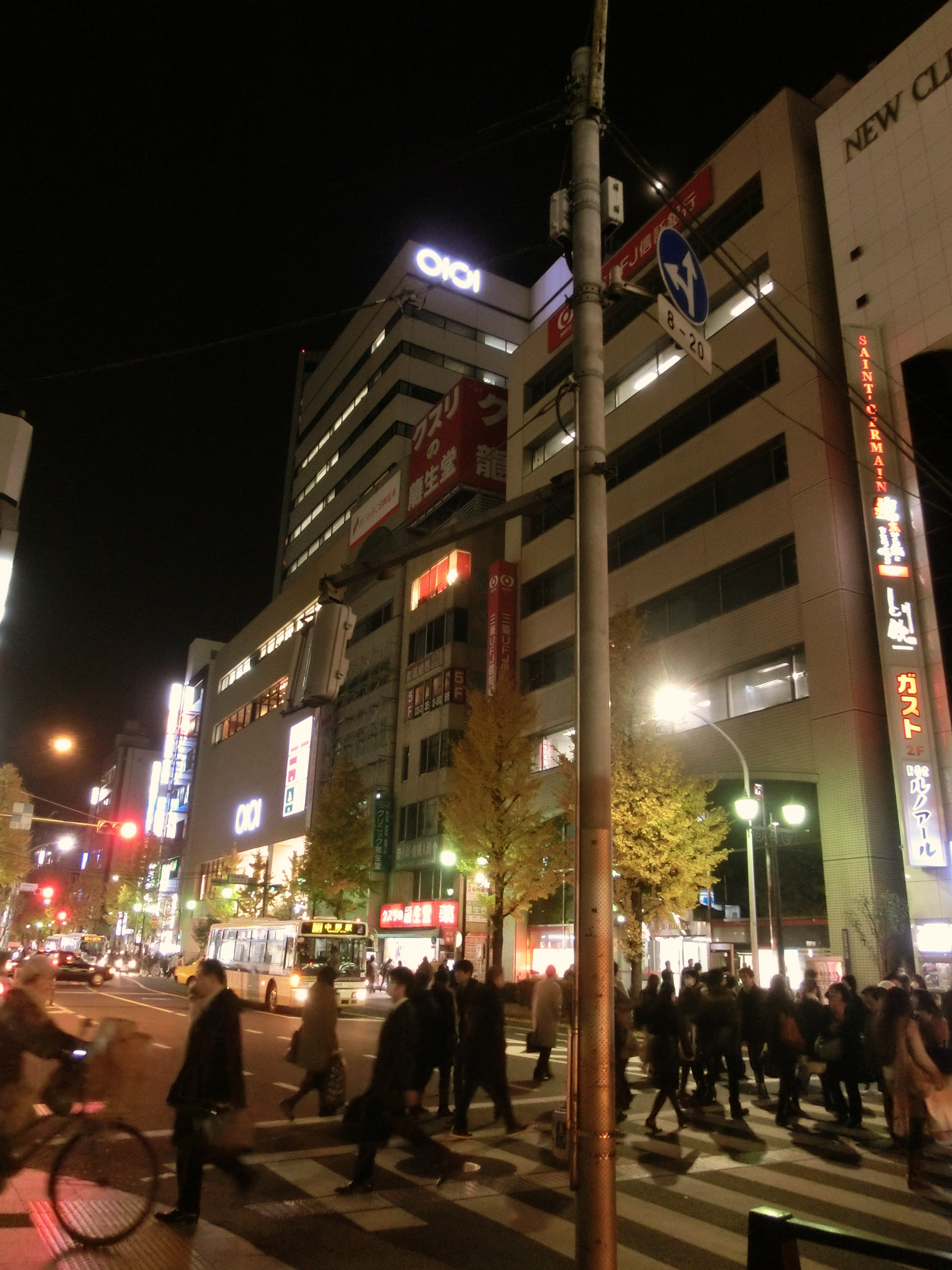
中野通OIOI中野本店前的斑馬線

  - 三菱東京UFJ銀行中野站前支店、中野站南口支店
- 東京都水道局（日语：東京都水道局）中野營業所
- 中野區勤勞福祉會館
  - 中野區性別平等中心 Ensemble
- 中野區保健所
- 中野區桃園區民活動中心
- 紅葉山公園（日语：紅葉山公園 (中野区)）
- 中野ZERO（日语：なかのZERO）（紅葉山文化中心）
  - 中野區立中央圖書館（日语：中野区立中央図書館）
- 中野社會保險事務所
- 東京醫療生活協同組合中野綜合醫院（日语：東京医療生活協同組合中野総合病院）
- 中野三郵便局
- 中野郵便局（日语：中野郵便局）
  - 郵貯銀行中野店
- 中野Twin-mark Tower（日语：中野ツインマークタワー）
- SMBC日興證券中野支店
- 里索那銀行中野支店
- 西武信用金庫本店
- TIPNESS（日语：ティップネス）中野店
- 島忠（日语：島忠）中野店

### 巴士路線
北口（鐵道橋下、太陽廣場前）、南口皆有乘車處。北口有關東巴士資訊處，南口有京王巴士資訊處。可搭乘關東巴士、京王巴士東、國際興業巴士、兩備巴士、豐鐵巴士、東京空港交通。

#### 北口
2011年9月進行北口站前廣場整修工程，巴士改至中野太陽廣場附近。之後，2012年7月東西連絡通道開通，不需經由中野通斑馬線就可前往巴士乘車處。
2016年9月12日起，因應中野站地區第二期整備事業，巴士乘車處重整。

##### 中野太陽廣場南側
中25、中28、中27（22時以後）在1號乘車處始發，並停靠2號乘車處
0號乘車處
- 中10：經中野五丁目、新井藥師前站、哲學堂往丸山營業所（中午12點後僅一班）
- 中12：經中野五丁目、新井藥師前站、哲學堂、江原中野通往江古田站
- 中41：經新井小學校、新井藥師前站、哲學堂、丸山營業所往江古田站
- 中45：經新井小學校、新井藥師前站、哲學堂往丸山營業所（深夜巴士）

1號乘車處
- 中25：經新井小學校、下田橋、綜合東京醫院（下德田橋）、中村南運動交流中心往練馬站
- 中27：經新井小學校、下田橋、綜合東京醫院経由 江古田之森（22時以後）
- 中28：經新井小學校、下田橋、綜合東京醫院、江古田之森（日语：江古田の森公園）往江古田站

2號乘車處
- 中13：經中野五丁目往新井藥師前站
- 中20：經下田橋往丸山營業所
- 中25：經下田橋、綜合東京醫院（下德田橋）、中村南運動交流中心往練馬站
- 中27：經下田橋、綜合東京醫院往江古田之森
- 中28：經下田橋、綜合東京醫院、江古田之森往江古田站

3號乘車處
- 宿08：經中野六丁目（日语：中野区立桃園第二小学校）、小瀧橋往新宿站西口

10號乘車處
- 中01、中02、宿05：經區立体育館、東京警察醫院北門前往野方站
- 經區立体育館、東京警察醫院北門前往阿佐谷營業所

11號乘車處
- K01/K02：經中野四季之森公園、東京警察醫院（日语：東京警察病院）正門前、大場通、野方消防署往八成小學校／往井草一丁目（部分時段）

##### 鐵道橋下
5號乘車處
- 中92：下車專用

6號乘車處
- 宿04、宿05：經東中野二丁目往新宿站西口
- 麝香葡萄號：經津山站前、岡山站西口往倉敷站北口
- 新宿·豊橋EXPRESS 穗之國號：經豊川站（日语：豊川駅 (愛知県)）、豐橋站往田原站前

##### 中野太陽廣場東側
7號乘車處
- 中92：經下田橋、江古田四丁目、南藏院往練馬站
- 中92：經下田橋、江古田四丁目往南藏院（深夜巴士）

8號乘車處
- 阿45：經中野四季之森公園、東京警察醫院正門前、東京警察醫院北門前往阿佐谷站
- 經中野四季之森公園、東京警察醫院正門前、東京警察醫院北門前往阿佐谷營業所
- 往羽田機場（預約制）

9號乘車處
- 池11：經新井藥師前站、目白五丁目往池袋站西口
- 中20：經下田橋往丸山營業所

#### 南口
1號乘車處
- 宿45：經六號通往新宿站西口
- 澀63：經幡谷站往澀谷站
- 中81：代田橋循環
- (無系統編號)：經杉山公園往中野車庫（日语：京王バス東、中野営業所）

2號乘車處
- 澀64：經中野坂上站往澀谷站
- 中64：經中野坂上站往中野車庫

3號乘車處
- 中71：經佼成會聖堂往 永福町
- 中71：經鍋屋橫丁往中野車庫
- 中83：經鍋屋橫丁往南部高齡者會館
- 中83：經鍋屋橫丁往南台交差點

5號乘車處
- 中35：經東高圓寺站往五日市街道營業所
- 中36：經東高圓寺站往吉祥寺站

## 相鄰車站
東日本旅客鐵道
 中央線（快速）
■通勤特快（只限上行）
通過
■中央特快 
新宿（JC 05）－中野（JC 06）－三鷹（JC 12）
■通勤快速（只限下行）、■快速（六、日及假期）
新宿（JC 05）－中野（JC 06）－荻窪（JC 09）
■快速（平日下行高尾方向視作「各站停車」）
新宿（JC 05）－中野（JC 06）－高圓寺（JC 07）
 中央·總武線（各站停車）
高圓寺（JB 06）－中野（JB 07）－東中野（JB 08）
東京地下鐵
 東西線（東陽町以西所有列車各站停車）
高圓寺（JB 06，中央·總武線）－中野（T 01）－落合（T 02）
- 所有類別列車在中央線內各站停車。

### 來源
JR、地下鐵1日平均使用人數
1. ↑  各駅の乗車人員 （页面存档备份，存于） - JR東日本
2. ↑  各駅の乗降人員ランキング （页面存档备份，存于） - 東京メトロ

JR東日本1999年度以後的上車人次
1. ↑  各駅の乗車人員（1999年度） （页面存档备份，存于） - JR東日本
2. ↑  各駅の乗車人員（2000年度） （页面存档备份，存于） - JR東日本
3. ↑  各駅の乗車人員（2001年度） （页面存档备份，存于） - JR東日本
4. ↑  各駅の乗車人員（2002年度） （页面存档备份，存于） - JR東日本
5. ↑  各駅の乗車人員（2003年度） （页面存档备份，存于） - JR東日本
6. ↑  各駅の乗車人員（2004年度） （页面存档备份，存于） - JR東日本
7. ↑  各駅の乗車人員（2005年度） （页面存档备份，存于） - JR東日本
8. ↑  各駅の乗車人員（2006年度） （页面存档备份，存于） - JR東日本
9. ↑  各駅の乗車人員（2007年度） （页面存档备份，存于） - JR東日本
10. ↑  各駅の乗車人員（2008年度） （页面存档备份，存于） - JR東日本
11. ↑  各駅の乗車人員（2009年度） （页面存档备份，存于） - JR東日本
12. ↑  各駅の乗車人員（2010年度） （页面存档备份，存于） - JR東日本
13. ↑  各駅の乗車人員（2011年度） （页面存档备份，存于） - JR東日本
14. ↑  各駅の乗車人員（2012年度） （页面存档备份，存于） - JR東日本
15. ↑  各駅の乗車人員（2013年度） （页面存档备份，存于） - JR東日本
16. ↑  各駅の乗車人員（2014年度） （页面存档备份，存于） - JR東日本
17. ↑  各駅の乗車人員（2015年度） （页面存档备份，存于） - JR東日本
18. ↑  各駅の乗車人員（2016年度） （页面存档备份，存于） - JR東日本
19. ↑  各駅の乗車人員（2017年度） （页面存档备份，存于） - JR東日本
20. ↑  各駅の乗車人員（2018年度） （页面存档备份，存于） - JR東日本
21. ↑  各駅の乗車人員（2019年度） （页面存档备份，存于） - JR東日本

JR、地下鐵統計資料
1. 1 2  中野区統計書 （页面存档备份，存于） - 中野区
2. ↑  各種報告書 （页面存档备份，存于） - 関東交通広告協議会

東京府統計書
1. ↑  .   [2019-01-07]. （原始内容存档于2021-12-15）.
2. ↑  .   [2019-01-07]. （原始内容存档于2021-12-15）.
3. ↑  .   [2019-01-07]. （原始内容存档于2021-12-15）.
4. ↑  .   [2019-01-07]. （原始内容存档于2021-12-15）.
5. ↑  .   [2019-01-07]. （原始内容存档于2019-07-01）.
6. ↑  .   [2019-01-07]. （原始内容存档于2019-07-01）.
7. ↑  .   [2019-01-07]. （原始内容存档于2019-07-01）.
8. ↑  .   [2019-01-07]. （原始内容存档于2019-07-01）.
9. ↑  .   [2019-01-07]. （原始内容存档于2019-07-01）.
10. ↑  .   [2019-01-07]. （原始内容存档于2019-07-01）.
11. ↑  .   [2019-01-07]. （原始内容存档于2021-12-16）.
12. ↑  .   [2019-01-07]. （原始内容存档于2019-07-01）.
13. ↑  .   [2019-01-07]. （原始内容存档于2019-02-21）.
14. ↑  .   [2019-01-07]. （原始内容存档于2019-02-21）.
15. ↑  .   [2019-01-07]. （原始内容存档于2019-02-21）.
16. ↑  .   [2019-01-07]. （原始内容存档于2019-02-21）.
17. ↑  .   [2019-01-07]. （原始内容存档于2019-02-21）.
18. ↑  .   [2019-01-07]. （原始内容存档于2019-02-21）.
19. ↑  .   [2019-01-07]. （原始内容存档于2019-02-21）.
20. ↑  .   [2019-01-07]. （原始内容存档于2019-02-21）.
21. ↑  .   [2019-01-07]. （原始内容存档于2019-02-21）.
22. ↑  .   [2019-01-07]. （原始内容存档于2019-02-21）.
23. ↑  .   [2019-01-07]. （原始内容存档于2019-02-21）.
24. ↑  .   [2019-01-07]. （原始内容存档于2019-01-23）.
25. ↑  .   [2019-01-07]. （原始内容存档于2021-12-16）.
26. ↑  .   [2019-01-07]. （原始内容存档于2019-02-21）.
27. ↑  .   [2019-01-07]. （原始内容存档于2019-02-21）.
28. ↑  .   [2019-01-07]. （原始内容存档于2019-02-21）.
29. ↑  .   [2019-01-07]. （原始内容存档于2019-02-21）.
30. ↑  .   [2019-01-07]. （原始内容存档于2019-02-21）.
31. ↑  .   [2019-01-07]. （原始内容存档于2019-02-20）.
32. ↑  .   [2019-01-07]. （原始内容存档于2019-02-20）.
33. ↑  .   [2019-01-07]. （原始内容存档于2019-02-20）.
34. ↑  .   [2019-01-07]. （原始内容存档于2019-02-20）.
35. ↑  .   [2019-01-07]. （原始内容存档于2019-02-20）.
36. ↑  .   [2019-01-07]. （原始内容存档于2019-02-20）.
37. ↑  .   [2019-01-07]. （原始内容存档于2019-02-19）.
38. ↑  .   [2019-01-07]. （原始内容存档于2019-02-19）.
39. ↑  .   [2019-01-07]. （原始内容存档于2019-02-19）.

東京都統計年鑑
1. ↑  昭和28年PDF - 11ページ
2. ↑  昭和29年PDF - 9ページ
3. ↑  昭和30年PDF - 9ページ
4. ↑  昭和31年PDF - 9ページ
5. ↑  昭和32年PDF - 9ページ
6. ↑  昭和33年PDF - 9ページ
7. ↑  .   [2017-03-19]. （原始内容存档于2016-03-05）.
8. ↑  .   [2017-03-19]. （原始内容存档于2016-03-05）.
9. ↑  .   [2017-03-19]. （原始内容存档于2015-06-29）.
10. ↑  .   [2017-03-19]. （原始内容存档于2015-06-29）.
11. ↑  .   [2017-03-19]. （原始内容存档于2015-06-29）.
12. ↑  .   [2017-03-19]. （原始内容存档于2015-06-29）.
13. ↑  .   [2017-03-19]. （原始内容存档于2016-03-05）.
14. ↑  .   [2017-03-19]. （原始内容存档于2016-03-05）.
15. ↑  .   [2017-03-19]. （原始内容存档于2016-03-05）.
16. ↑  .   [2017-03-19]. （原始内容存档于2016-03-05）.
17. ↑  .   [2017-03-19]. （原始内容存档于2016-03-05）.
18. ↑  .   [2017-03-19]. （原始内容存档于2016-03-05）.
19. ↑  .   [2017-03-19]. （原始内容存档于2015-06-29）.
20. ↑  .   [2017-03-19]. （原始内容存档于2015-06-29）.
21. ↑  .   [2017-03-19]. （原始内容存档于2015-06-29）.
22. ↑  .   [2017-03-19]. （原始内容存档于2016-03-05）.
23. ↑  .   [2017-03-19]. （原始内容存档于2016-06-02）.
24. ↑  .   [2017-03-19]. （原始内容存档于2015-06-29）.
25. ↑  .   [2017-03-19]. （原始内容存档于2016-03-05）.
26. ↑  .   [2017-03-19]. （原始内容存档于2015-06-29）.
27. ↑  .   [2017-03-19]. （原始内容存档于2016-03-05）.
28. ↑  .   [2017-03-19]. （原始内容存档于2016-03-05）.
29. ↑  .   [2017-03-19]. （原始内容存档于2016-03-05）.
30. ↑  .   [2017-03-19]. （原始内容存档于2015-06-29）.
31. ↑  .   [2017-03-19]. （原始内容存档于2015-06-29）.
32. ↑  .   [2017-03-19]. （原始内容存档于2015-06-29）.
33. ↑  .   [2017-03-19]. （原始内容存档于2016-03-05）.
34. ↑  .   [2017-03-19]. （原始内容存档于2016-03-05）.
35. ↑  .   [2017-03-19]. （原始内容存档于2015-06-29）.
36. ↑  .   [2017-03-19]. （原始内容存档于2016-03-05）.
37. ↑  .   [2017-03-19]. （原始内容存档于2016-03-05）.
38. ↑  .   [2017-03-19]. （原始内容存档于2016-03-05）.
39. ↑  .   [2017-03-19]. （原始内容存档于2016-03-05）.
40. ↑  .   [2017-03-19]. （原始内容存档于2013-08-15）.
41. ↑  .   [2017-03-19]. （原始内容存档于2013-02-03）.
42. ↑  .   [2017-03-19]. （原始内容存档于2013-02-03）.
43. ↑  .   [2017-03-19]. （原始内容存档于2013-02-03）.
44. ↑  .   [2017-03-19]. （原始内容存档于2013-02-03）.
45. ↑  .   [2017-03-19]. （原始内容存档于2016-03-04）.
46. ↑  平成10年PDF
47. ↑  平成11年PDF
48. ↑  .   [2017-03-19]. （原始内容存档于2016-03-04）.
49. ↑  .   [2017-03-19]. （原始内容存档于2016-03-04）.
50. ↑  .   [2017-03-19]. （原始内容存档于2017-07-29）.
51. ↑  .   [2017-03-19]. （原始内容存档于2017-07-29）.
52. ↑  .   [2017-03-19]. （原始内容存档于2017-07-29）.
53. ↑  .   [2017-03-19]. （原始内容存档于2017-07-29）.
54. ↑  .   [2017-03-19]. （原始内容存档于2017-07-29）.
55. ↑  .   [2017-03-19]. （原始内容存档于2017-07-29）.
56. ↑  .   [2017-03-19]. （原始内容存档于2017-07-29）.
57. ↑  .   [2017-03-19]. （原始内容存档于2016-03-26）.
58. ↑  .   [2017-03-19]. （原始内容存档于2016-03-27）.
59. ↑  .   [2017-03-19]. （原始内容存档于2016-03-25）.
60. ↑  .   [2017-03-19]. （原始内容存档于2016-03-27）.
61. ↑  .   [2017-03-19]. （原始内容存档于2016-03-22）.
62. ↑  .   [2017-03-19]. （原始内容存档于2017-07-30）.
63. ↑  .   [2017-12-05]. （原始内容存档于2018-11-09）.
64. ↑  .   [2019-01-07]. （原始内容存档于2019-05-02）.
65. ↑  .   [2020-07-29]. （原始内容存档于2019-12-03）.
66. ↑  .   [2020-07-29]. （原始内容存档于2020-08-04）.

## 外部連結
- 車站資訊（中野）：東日本旅客鐵道
- 中野/T01 | 路線・車站資訊 | 東京地下鐵